# Pearl Harbor elleni japán támadás

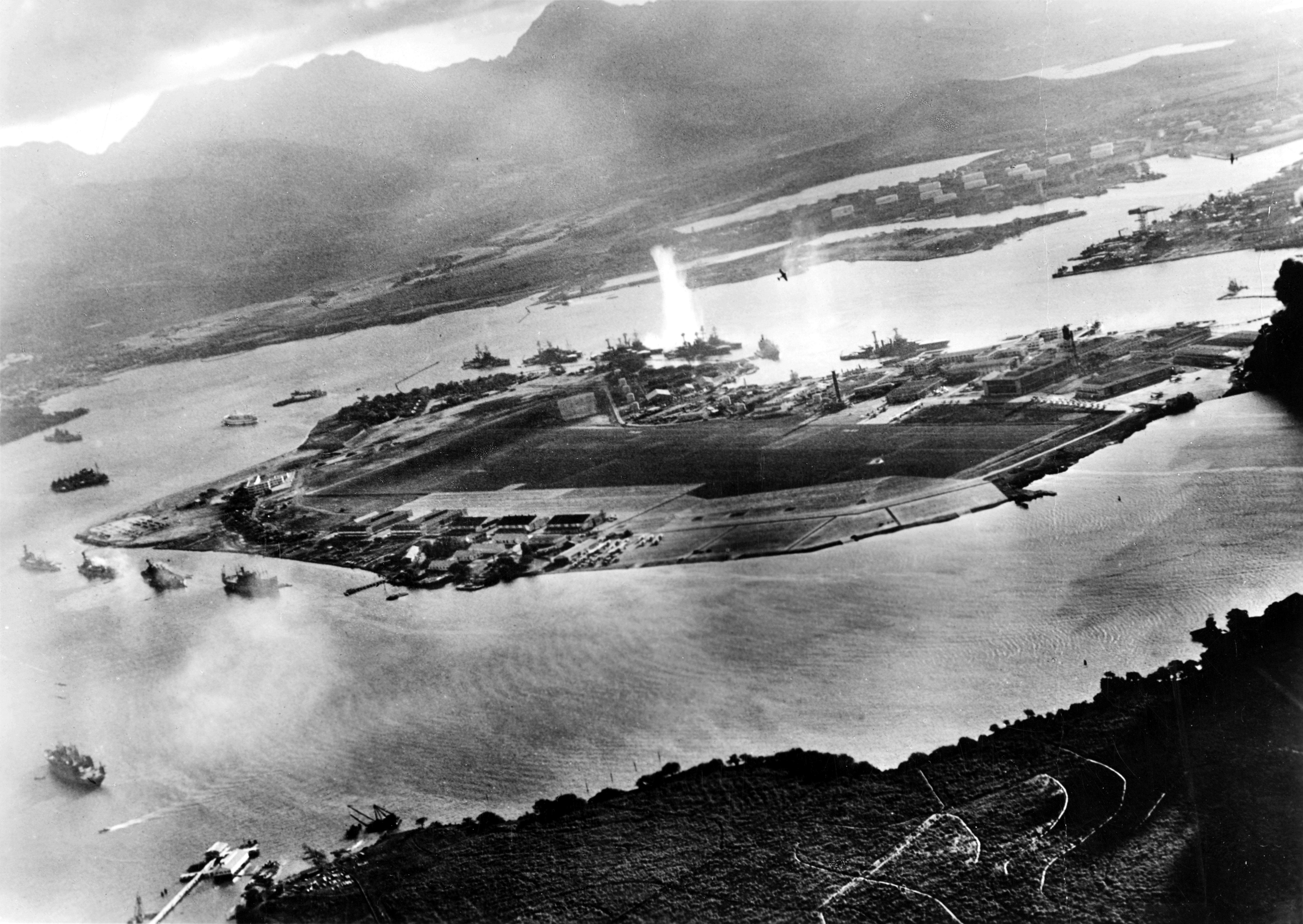
Légitámadás a kikötőben lévő hajók ellen: középen épp egy torpedótalálat éri az Oklahoma csatahajót (egy japán repülőgépről fényképezve)

A Pearl Harbor elleni japán támadás – avagy Pearl Harbor-i csata – a Japán Császári Haditengerészet által végrehajtott rajtaütésszerű légicsapás volt az Egyesült Államok Csendes-óceáni Flottájának Hawaii-szigeteken lévő fő támaszpontja ellen 1941. december 7-én. A japán támadás az amerikai Csendes-óceáni Flotta nagy részét harcképtelenné tette, ami legfőképpen azért történhetett meg, mert a Pearl Harbor-i katonai parancsnokok nem készültek fel egy ilyen támadásra. Válaszul az Egyesült Államok másnap, 1941. december 8-án hadat üzent a Japán Császárságnak.
A kódnevén Ai hadművelet névvel illetett akcióval Japán az 1937 óta folytatott csendes-óceáni háborúját terjesztette ki. A hadművelet célja az volt, hogy az amerikai Csendes-óceáni Flottát átmenetileg kiiktassák, és ezáltal zavartalan hozzáférésük lehessen Délkelet-Ázsia nyersanyagkincseihez. Az Egyesült Államok részéről Japánnak küldött hadüzenetet követően pár nappal, december 11-én Németország és Olaszország hadat üzent az Egyesült Államoknak. A Pearl Harbor elleni támadás ennek révén a második világháború egyik döntő fordulópontja lett. Habár az Egyesült Államok már december 11. előtt is nagy támogatást nyújtott a kölcsönbérleti törvény (Lend-Lease) révén Nagy-Britanniának és a Szovjetuniónak, de ez idáig még formálisan független maradt.
A támadás időpontjában az amerikai repülőgép-hordozók nem voltak a támaszponton, ezért őket nem érték károk. A japánok nem támadták az üzemanyag-tárolókat, hajógyárakat és dokkokat, ami később súlyos mulasztásnak bizonyult. A Pearl Harbor elleni támadás előtt pár órával kezdte meg Japán az offenzíváját a délkelet-ázsiai brit és holland gyarmatok ellen. A támadást tekintik annak a csatának, mely a tengeri háborúban a csatahajó helyett a repülőgép-hordozót és magát a repülőgépet tette meg a meghatározó eszközzé.
Habár a támadás az Egyesült Államokat katonailag jelentősen gyengítette, a következményei Japán számára végzetesnek bizonyultak. Az Egyesült Államokban „alattomosnak” tekintett rajtaütés után sikerült a kormányzatnak az eddig főként pacifista vagy izolacionista beállítottságú lakosságot mozgósítania a háborúba való belépés érdekében, ami az USA hatalmas ipari potenciálja miatt a szövetségesek győzelméhez vezetett a háborúban. Az Egyesült Államokban a Pearl Harbor név a minden előzetes figyelmeztetés nélküli megsemmisítő támadás szinonimája lett.

## Az amerikai–japán kapcsolatok a támadás előtt
1937 óta Japán háborút folytatott Kína ellen, amelynek megítélésében az Egyesült Államok kezdetben semleges álláspontra helyezkedett, de a következő években a Panay-incidens és a japán kegyetlenkedésekről érkező beszámolók miatt, mint például a nankingi mészárlás, egyre inkább Kína oldalára helyezkedett. Az Egyesült Államok számára a saját befolyásának és gazdasági érdekeinek védelme volt a legfontosabb, ezért nagy mennyiségben szállítottak hadianyagot Kínának. 1940 elején az USA figyelmeztette Japánt, hogy ne vonuljon be Francia-Indokína területére, s ennek nyomatékosítására a Csendes-óceáni Flottáját (Pacific Fleet) a nyugati parton lévő San Diegóból a Hawaii-szigeteken lévő Pearl Harborbe helyezte át. Miután Japán 1940 júliusában az amerikai figyelmeztetés ellenére csapatokat küldött Vietnámba, Franklin D. Roosevelt elnök 1940 szeptemberében korlátoztatta a Japánba irányuló kőolaj és acél exportját. Ez nagyon érzékenyen érintette a szigetországot, mivel a kőolaja 80%-át az Egyesült Államokból importálta.
Ez az intézkedés nem érte el a kívánt hatást, és 1941. július 24-én – némi Japán által a Vichy-Franciaországra kifejtett diplomáciai nyomás után – 40 000 japán katona szállta meg Francia-Indokínát. Ezzel a lépéssel Japán el tudta vágni a Kínába irányuló utánpótlás útvonalát, és szabaddá vált számára az út Holland Kelet-India kőolajlelőhelyei felé. A japán lépésre válaszul az Egyesült Államok másnap, 1941. július 25-én teljes olajembargót vezetett be Japán ellen, és befagyasztott minden japán számlát. Mivel Nagy-Britannia és Hollandia is csatlakozott az embargóhoz, Japán a külkereskedelmének 75%-át, kőolajimportjának 90%-át elveszítette.
A japán hadsereg és ipar csak pár hónapra elegendő kőolajtartalékkal rendelkezett, ezért a japán vezetésnek Tódzsó Hideki miniszterelnök vezetésével ezen idő alatt helyre kellett állítania a olajimportot az ország összeomlásának elkerülése érdekében. A japán kormányzat erre csak két lehetőséget látott:
- A Washingtonnal folytatandó tárgyalások során koncessziókat ajánlva az amerikai félnek elérik az embargó megszüntetését.
- Japán saját maga biztosítja a kőolajjal és más nyersanyagokkal való ellátását a nyersanyagokban gazdag délkelet-ázsiai brit és holland gyarmatok elfoglalásával.[5] A japán vezetők többsége valószínűtlennek ítélte meg az Egyesült Államokkal való olyan megegyezés lehetőségét, mely Japán számára is elfogadható lenne. Emellett Japán egy megegyezés esetén továbbra is függene a külföldi kőolajszállítmányoktól. Ezen függőség következményei azonnal jelentkeztek, de Japán ennek ellenére tárgyalásokba kezdett az amerikai féllel, ami az 1941. november 26-ai Hull-jegyzékhez vezetett, amit Todzsó miniszterelnök és a japán kabinet ultimátumként értelmezett.[6]

Eközben a japán hadsereg előkészítette a déli brit és holland gyarmatok elleni támadást. Japán szemszögéből az alkalom megfelelő volt, mivel Hollandia nem rendelkezett említésre méltó haderővel, míg a briteket lekötötte az európai háború. Ezenkívül az Automedon brit kereskedelmi hajóról megszerzett iratok révén tudomást szerzett a brit vezérkarnak a Távol-Kelettel kapcsolatos titkos stratégiai direktíváiról. Ezek nemcsak a háború esetén követendő brit stratégiáról és az ázsiai brit csapatokról szolgáltattak részletes kimutatásokkal, hanem információkkal szolgáltak arról is, hogy Nagy-Britannia milyen mértékben hajlandó más frontokról Ázsiába átcsoportosítani haderejéből. Ennek révén a japán főparancsnokság jobban volt informálva a britek sebezhetőségéről, mint a legtöbb brit parancsnok.
Japán és a megszerzendő területek között volt a Fülöp-szigetek, ekkoriban az Egyesült Államok félautonóm gyarmata. Egy Japán elleni háború esetén az USA itteni bázisairól támadhatta volna a Délkelet-Ázsia és Japán közötti útvonalat, és nyersanyaghiányt okozva megbéníthatta volna annak ipari termelését. Az Egyesült Államok lakosságának izolacionista és pacifista hozzáállása miatt valószínűtlen volt, hogy egy délkelet-ázsiai japán háború hatására a közvélemény az országuk hadbalépése mellett foglalt volna állást, ennek ellenére a japán katonai vezetők az amerikai politika utóbbi években tett lépései alapján úgy ítélték meg, hogy a konfliktus elkerülhetetlen, és ezért követelték a Fülöp-szigetek megszállását az offenzíva részeként. Felhívták arra a figyelmet, hogy a Fülöp-szigetek és a Csendes-óceán nyugati részének több más amerikai birtoka, mint például Guam és a Wake-sziget, csak gyengén vannak védve, de ez a helyzet gyorsan megváltozhat. Az Egyesült Államok Ázsiai Flottája (Asian Fleet) mindössze három cirkálóval és 13 régi építésű rombolóval rendelkezett ekkor, ugyanakkor az USA az európai háború kitörésekor a flottája erőteljes bővítésébe kezdett, melynek keretében 10 darab South-Dakota- és Iowa-osztályú csatahajó, valamint 9 darab Essex-osztályú repülőgép-hordozó építésének látott neki. Csak maga ez az építeni kezdett mennyiség nagyobb erőt képviselt volna elkészültekor, mint az elmúlt harminc év alatt felépített japán flotta. Ezenfelül Japán 1941-ben remélhette azt, hogy az európai háború le fogja kötni az amerikai erőforrások egy részét, míg egy későbbi időpontban már egyedül kellene szembeszállnia vele.
Ezzel a megközelítéssel helyezkedett szembe a tisztek és politikusok egy kisebb csoportja, mely óva intett az Egyesült Államokkal vívandó háborútól. Ők az USA hatalmas ipari teljesítőképességét emelték ki, mely nemcsak ezt a hatalmas flottát volt képes felépíteni, hanem ezzel egy időben óriási mennyiségű hadianyaggal volt képes ellátni Nagy-Britanniát és a Szovjetuniót a kölcsönbérleti törvény keretében anélkül, hogy ez a polgári fogyasztási javak termelésében bármiféle korlátozást tett volna szükségessé. A két ország ipari termelése közötti különbséget jól szemlélteti, hogy 1940-ben az Egyesült Államok 4,5 millió tehergépjárművet állított elő, míg Japán mindössze 48 000 darabot. Az Egyesült Államok elleni háború egyik legfőbb ellenzője Jamamoto Iszoroku tengernagy volt, a japán Kombinált Flotta főparancsnoka, aki korábban Washingtonban teljesített szolgálatot Japán haditengerészeti attaséjaként. Egy az USA elleni háború győztes megvívásának esélyeiről ő így nyilatkozott: 
„Amennyiben azt a parancsot kapom, hogy tekintet nélkül a következményekre háborút folytassak, úgy 6 hónapig vagy 1 évig vadul vagdalóznék magam körül. Ha azonban a háború elhúzódna egy második vagy egy harmadik évig is, úgy nagyon sötétnek látnám a jövőt!”
Azt senki nem gondolta, hogy a háború egy éven belül megnyerhető. Ennek ellenére a japán vezetőség 1941 novemberében végérvényesen az USA elleni háború mellett döntött. Jamamotó volt mégis az, aki az ellenkezések ellenére keresztülvitte, hogy az amerikai Csendes-óceáni Flottára mérjenek megsemmisítő csapást, hogy ezzel időt nyerjenek a délkelet-ázsiai területek meghódításához.
Washingtonban a diplomáciai tárgyalásokat megtévesztésként még ezután is folytatták egészen december 7-e reggeléig. December 6-án Tokió a washingtoni nagykövetségének egy 14 részből álló jegyzéket kezdett küldeni, amit az amerikai külügyminiszternek washingtoni idő szerint pontban 13:00-kor (30 perccel a tervezett támadás megkezdése előtt) kellett átadni. Ezzel a jegyzékkel közölte Japán az Egyesült Államokkal, hogy az amerikai kormány által tanúsított magatartás okán nincs értelme tovább folytatni a tárgyalásokat, ezért ezeket megszakítják. A jegyzék a később elterjedt tévhitekkel ellentétben nem tartalmazta Japán Egyesült Államoknak küldött hadüzenetét. A döntő 14. rész, mely a tárgyalások megszakítását tartalmazta, csak december 7-én este lett elküldve. Habár a jegyzék szövegét Tokióból már angolra lefordítva küldték el, és már csak dekódolni kellett a vételezés után, a jegyzék előkészítése mégis túl hosszú ideig tartott. Ennek jórészt az volt az oka, hogy a nagykövetség éjszaka szolgálatot teljesítő munkatársa, akinek a szöveget a dekódolás után még egyszer le kellett gépelnie írógéppel, az elején olyan sok elütést ejtett, hogy végül úgy döntött, az első oldalakat eldobja, és majd később újra megírja őket. Azonban a dekódolás is tovább eltartott, mint azt Tokióban várták, ezért a jegyzéket csak órákkal a támadás után nyújtották át.

## Az USA Csendes-óceáni Flottája

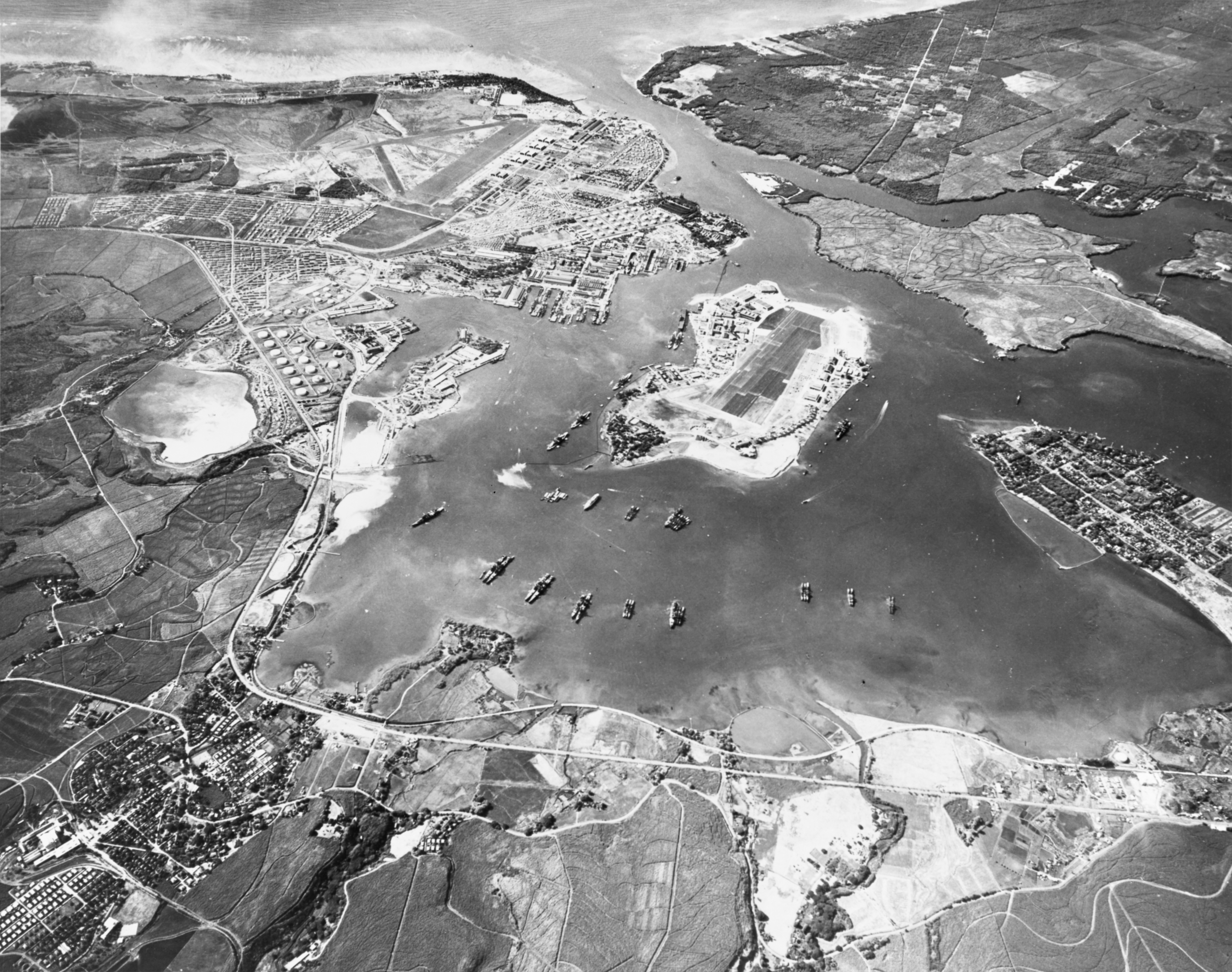
Pearl Harbor 1941 októberében. Középen a Ford-sziget, balra a csatahajók horgonyzóhelye, a Battleship Row (csatahajó-sor)

A háború előtt a Csendes-óceáni Flotta (Pacific Fleet) mindig jelentősebb erőt képviselt, mint az Atlanti-óceáni Flotta (Atlantic Fleet). Az 1922-es washingtoni flottaegyezményt követően az Egyesült Államok 15 csatahajóval és 6 repülőgép-hordozóval rendelkezhetett, ebből 12 csatahajó és 4 repülőgép-hordozó tartozott a Csendes-óceáni Flottához. Ezek a legmodernebb hajók voltak, míg az Atlanti-óceáni Flotta három csatahajója (Arkansas, New York, Texas) például a legrégebbiek. Ezen egyoldalú elosztás oka az volt, hogy Japán a világon harmadik legerősebb flottájával potenciális ellenségnek számított, míg az Atlanti-óceánon komolyabb hadiflottával rendelkező Nagy-Britanniával és Franciaországgal nem volt várható konfliktus.
Ez megváltozott, miután Franciaország veresége után annak flottáját semlegesítették, és Nagy-Britannia flottája egyedül kellett szembeszálljon az Atlanti-óceánon és a Földközi-tengeren Németország és Olaszország flottáival.
Nagy-Britannia tehermentesítése érdekében az USA a „semleges őrjáratait” egyre inkább keletre terjesztette ki az Atlanti-óceánon. Így amerikai cirkálók felügyelték a Dánia-szorost és amerikai rombolók kísérték a konvojokat az óceán nyugati felén, mígnem az út hátralévő, veszélyesebb részére brit rombolók vették át tőlük ezt a feladatot. A Csendes-óceáni Flotta egynegyedét is áthelyezték az Atlanti-óceánra, köztük a (New Mexico, Mississippi, Idaho csatahajókat és a Yorktown repülőgép-hordozót. Emellett csaknem az összes új építésű repülőgépet vagy az Atlanti-óceán felett vetették be, vagy a kölcsönbérleti törvény keretében leszállították Nagy-Britanniának. A Csendes-óceán térségében így a korábbról meglévő haditechnikával rendelkeztek csak.
Az amerikaiak Csendes-óceáni Flottája az akkori felfogás alapján – miszerint a csatahajók a tengeri csaták döntő tényezői – még mindig nagyon erősnek számított. Kilenc csatahajója összesen 24 darab 406 mm űrméretű ágyúval, illetve 68 darab 356 mm űrméretű ágyúval rendelkezett, míg japán oldalon a tíz csatahajójuknak összesen volt 16 darab 406 mm-es és 80 darab 356 mm-es nehézlövege.
Az amerikai flotta fő ütőerejét a Tennessee- és a Colorado-osztály csatahajói, a „nagy ötök” (big five) alkották. Ezek már az első világháború után megépített csatahajók voltak az amerikai haditengerészet kötelékében szolgálók közül a legerősebbek a két világháború között. A tüzérségük és páncélozottságuk tekintetében még 1941-ben is állták az összehasonlítást a világ legmodernebb csatahajóival, a brit King George V-osztály egységeivel vagy a német Tirpitz csatahajóval. Csak a 22 csomós sebességükkel számítottak jóval lassabbnak a modern csatahajóknál. Mivel azonban a Japán Császári Haditengerészet is olyan csatahajókkal rendelkezett, melyeket szintén az első világháború után építettek, ezért ez a hátrány nem volt jelentős.
A repülőgép-hordozók terén három amerikai állt szemben tíz japánnal (mely utóbbiak közül négy kisebb méretű volt), de ezek szerepét inkább a csatahajók felderítés révén való támogatásában látták ekkor még.

## Előkészületek
Az Egyesült Államok esetlegesen Japán ellen vezetett háborúja a „Narancssárga haditerv” (War Plan Orange) szerint zajlott volna, ami alapján a Csendes-óceáni Flotta a San Diegó-i honi bázisáról kifutva a Fülöp-szigetekre hajózott volna át, hogy megvédhesse ezt a területet egy japán támadással szemben, és ezt követően bázisként szolgálhasson a Japán elleni további hadműveletekhez. Ezen hadműveletek során kellett sor kerüljön a csatahajók közötti nagy, döntő jelentőségű csatára. A háború Japán meglepetésszerű támadásával való kezdetét – hasonlóan a Port Arthur elleni támadásukhoz az orosz–japán háború kezdetén 1904-ben – lehetségesnek tartották. Azonban ezt a gyenge Ázsiai Flotta bázisaként szolgáló Manila elleni vagy a Wake-sziget elleni támadásként képzelték el. Az Egyesült Államok Csendes-óceáni Flottája azonban San Diegóban horgonyzott, messze a japán hadiflotta hatókörén túl.
A Csendes-óceáni Flotta 1940-es Pearl Harborba való áthelyezésével ez megváltozott. Pearl Harbor még épp azon a hatókörön belül feküdt, melyen belül a japán flotta még elfogadható ráfordítással fel tudott lépni. Az oda-vissza út egyszeri tengeren való üzemanyag-felvétellel megtehető volt. Mikor azonban Japán hozzálátott a támadás megtervezésének, hamar nehézségekbe ütközött. A kikötő topográfiai alakja lényegében egy belvizet formált, amit csak egy természetes csatorna kötött össze a tengerrel, és ez nem tette lehetővé az 1904-ben Port Arthurnál alkalmazott taktikát, ahol rombolókról indítottak torpedótámadást. A rombolóknak előbb a csatornán át kellett volna bejutniuk a kikötőbe, hogy szabad kilövésük legyen a torpedóik számára. Ennek során azonban szükségszerűen észre kellett vegyék őket a partról, és a partvédelmi ágyúk hamar végezhettek velük.
Más alternatívaként megvizsgálták a légitámadás lehetőségét. Ez sem volt teljesen új ötlet: 1932-ben az amerikai hadsereg és haditengerészet közös hadgyakorlatán Harry E. Yarnell tengernagy, a támadó erők parancsnoka a Saratoga és Lexington repülőgép-hordozók repülőszázadaival egy Hawaii elleni légitámadást imitált. Az 1932. február 7-én (1941. december 7-hez hasonlóan egy vasárnapon) végrehajtott támadásban a hadgyakorlat bírájának megítélése szerint a védők jelentős károkat szenvedtek el. Ez a gyakorlat nagy hatással lehetett a japán tervekre is, habár az amerikai haditengerészet annak eredményeit valószerűtlennek ítélte meg és elvetette.
A követendő példát azonban a britek szolgáltatták, mikor 1940. november 11–12. éjszakáján a Taranto elleni támadásuk során az Illustrious repülőgép-hordozó torpedóbombázói három olasz csatahajót elsüllyesztettek. Ezt a hadműveletet mind a japán, mind az amerikai haditengerészet vezetése intenzíven tanulmányozta, mivel a körülmények Tarantóban nagyon hasonlóak voltak a Pearl Harborban lévőkhöz, különösen ami a torpedók bevethetőségét illette. A japán hadművelet tervezői számára a torpedók bevetése feltétlenül szükséges volt, mivel ezek voltak az egyedüli olyan fegyverek, melyekkel a siker reményében támadhatták a csatahajókat.

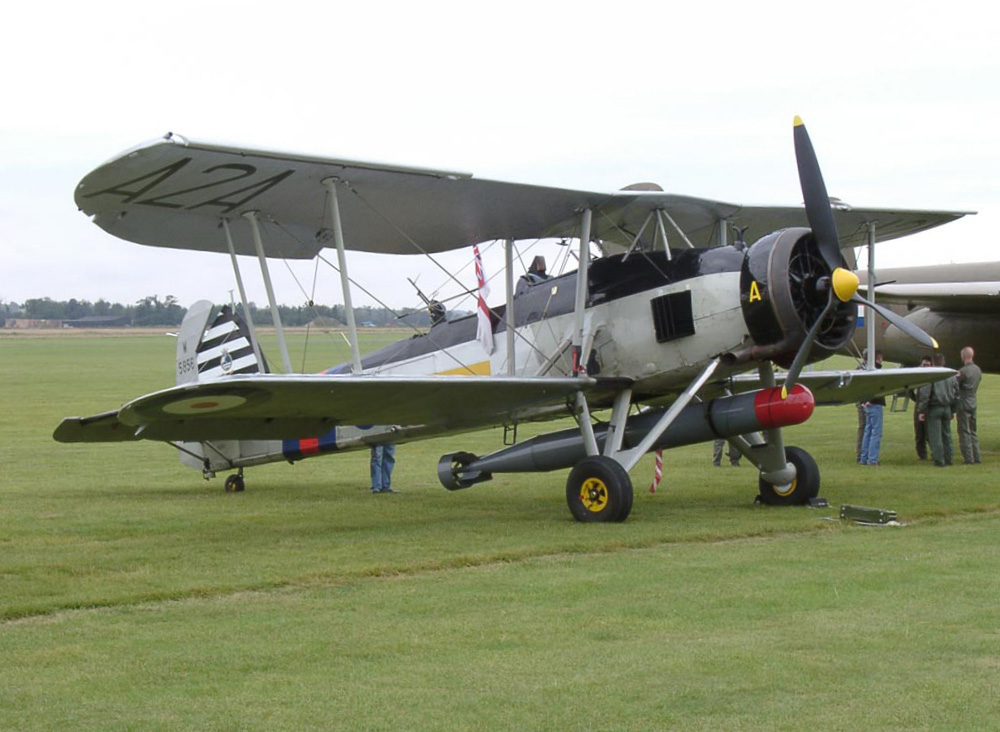
Fairey Swordfish típusú torpedóbombázó

A rendelkezésre álló bombák az általánosan elterjedt nézet szerint nem voltak alkalmasak a csatahajók masszív fedélzeti páncélzatának átütésére és nagyobb károk okozására. Mivel a repülőgépekről indított torpedók a súlyuknál fogva először nagy mélységbe süllyedtek alá, és a beépített mélységszabályozó csak ezután kormányozta felfelé, a sekély vízű kikötők, mint Taranto és Pearl Harbor, biztonságosnak számítottak. Annak megakadályozására, hogy a torpedók a kikötő fenekének ütközzenek, kis szárnyakkal szerelték fel őket, amikkel a kioldás után hosszabb lett a horizontális pályájuk, és nem a kioldás magasságával együtt növekvő becsapódási szögben érkeztek a vízbe. A brit pilóták emellett nagyon lassan és alacsonyan repültek. Az amerikaiak megkapták ezeket az információkat a britektől, a japánok pedig megszemlélhették az egyik Tarantói-öbölből kiemelt és épen maradt brit torpedót.
Az amerikai haditengerészet a támadás hatására megváltoztatta a kikötőkben lévő hajók számára előírt védelem irányelveit. Eddig 76 láb (23 m) mélységű vizet tekintettek minimálisnak egy levegőből indított torpedótámadás sikeréhez, de 1941 júniusában ezt a tarantói események hatására úgy korrigálták, hogy a torpedótámadást kisebb mélységek mellett is sikeresen kivitelezhetőnek ítélték. A 20 méternél sekélyebb vízben végrehajtott légi torpedótámadás sikerességét azonban így is valószínűtlennek minősítették. Pearl Harbor az átlagosan 15 m mély vizével így továbbra is biztonságosnak számított a szemükben. Az amerikaiak emellett úgy vélték, hogy egy a tarantóihoz hasonló támadás Pearl Harbor esetében valószínűtlen lenne, mivel Taranto és a britek bázisaként szolgáló egyiptomi Alexandria között a távolság jóval kisebb volt, mint a Pearl Harbor és a legközelebbi japán támaszpontok közötti. Az észlelés nélküli megközelítés emiatt az ellenség számára jóval nehezebben kivitelezhetőnek tűnt. Emellett a japán Nakajima B5N Kate típusú torpedóbombázók nem tudtak olyan lassan repülni, mint a britek által használt Fairey Swordfish típusú kétfedelűek, ami az amerikaiak megítélése szerint egy a britekéhez hasonlóan kivitelezett támadást eleve lehetetlenné tett. Az amerikaiak a saját repülőgépeik hatótávolságával (300 km) kalkuláltak, és jelentősen alábecsülték a japánokét (1000 km).
A japánok ezzel szemben arra a következtetésre jutottak, hogy a torpedótámadás kivitelezhető lenne, amennyiben a torpedókat megfelelően módosítanák a feladathoz. Ez vezetett a 95-ös típusú torpedó kifejlesztéséhez, ami kisebb és könnyebb volt, mint a többi japán torpedó. Ezen felül a 356 és 406 mm-es páncéltörő-lövedékeket úgy módosították, hogy azokat bombákként alkalmazhassák repülőgépek. Legalább 3000 m magasságból kioldva elegendő átütőerővel kellett rendelkezzenek ahhoz, hogy a csatahajók fedélzeti páncélzatán áthatolhassanak. Az egyik ilyen páncéltörő bomba találta el az Arizona csatahajó lőszerraktárát.

## A japán haditerv

A Kidó Butai útja a Pearl Harbor elleni támadáskor

Jamamoto tengernagy tervei így fogalmaztak:

„A háború kezdetén a harccsoport, melynek magvát a hat repülőgép-hordozó képezi és az 1. légiflotta főparancsnoka irányítja, a Hawaii-szigetek felé veszi az útját, és az amerikai flotta kikötőben horgonyzó főerőire a levegőből mér csapást. A harccsoport ehhez az ellenségeskedések megkezdése előtt két héttel hajózik ki a honi kikötőkből, északról közelíti meg a Hawaii-szigeteket, és egy vagy két órával napfelkelte előtt a fedélzeten lévő összes repülőgépet, mintegy 400-at, útnak indít. A lehorgonyzott ellenséges repülőgép-hordozók és hajók, illetve földön lévő repülőgépek elleni meglepetésszerű támadást egy pontból indítják, mintegy 200 tengeri mérföldre északra Oahu szigetétől.
A tengeralattjáró-kötelék, mely 27 tengeralattjáróból áll, és a 6. flotta főparancsnokának irányítása alá tartozik, folyamatosan kémleli a Hawaiion állomásozó ellenséges flotta mozgását, és ezen műveleteket pár nappal az ellenségeskedések kezdete előtt megkezdi. Amennyiben az ellenséges flotta a kikötőt elhagyja, úgy a tengeralattjáró-kötelék meglepetésszerű támadást indít ellene, vagy megpróbál a nyomában maradni. Másrészt a különleges támadó kötelék alá lesz rendelve azon tengeralattjáró-köteléknek, mely észrevétlenül hatol be a Gyöngykikötőbe (Pearl Harbor), és a harccsoport légitámadásaival egy időben meglepetésszerű támadást indít az ellenséges flotta ellen.”

A japán haditerv szerint a repülőgép-hordozó köteléknek a Pearl Harborig vezető 6000 km hosszúságú utat a bevett kereskedelmi útvonalaktól északra kellett megtennie észrevétlenül tizenegy nap alatt, és a támaszponttól 350 km-re északra helyezkedve kellett meglepetésszerűen megindítania a támadást. Mivel vasárnaponta az amerikai haderő legtöbb szolgálati helyén csak csökkentett létszámú személyzet volt jelen, a támadás időpontjának december hónap első vasárnapját, december 7-ét szemelték ki. A támadást a hat repülőgép-hordozóból (Akagi, Kaga, Hirjú, Szórjú, Zuikaku és Sókaku) álló Kidó Butai kellett végrehajtsa. A repülőgép-hordozók kíséretét a Hiei és Kirisima gyors csatahajók, a Tone és Csikuma  nehézcirkáló, valamint a Nagara könnyűcirkáló vezette 9 romboló látta el.
A támadás fő stratégiai céljai a következők voltak:

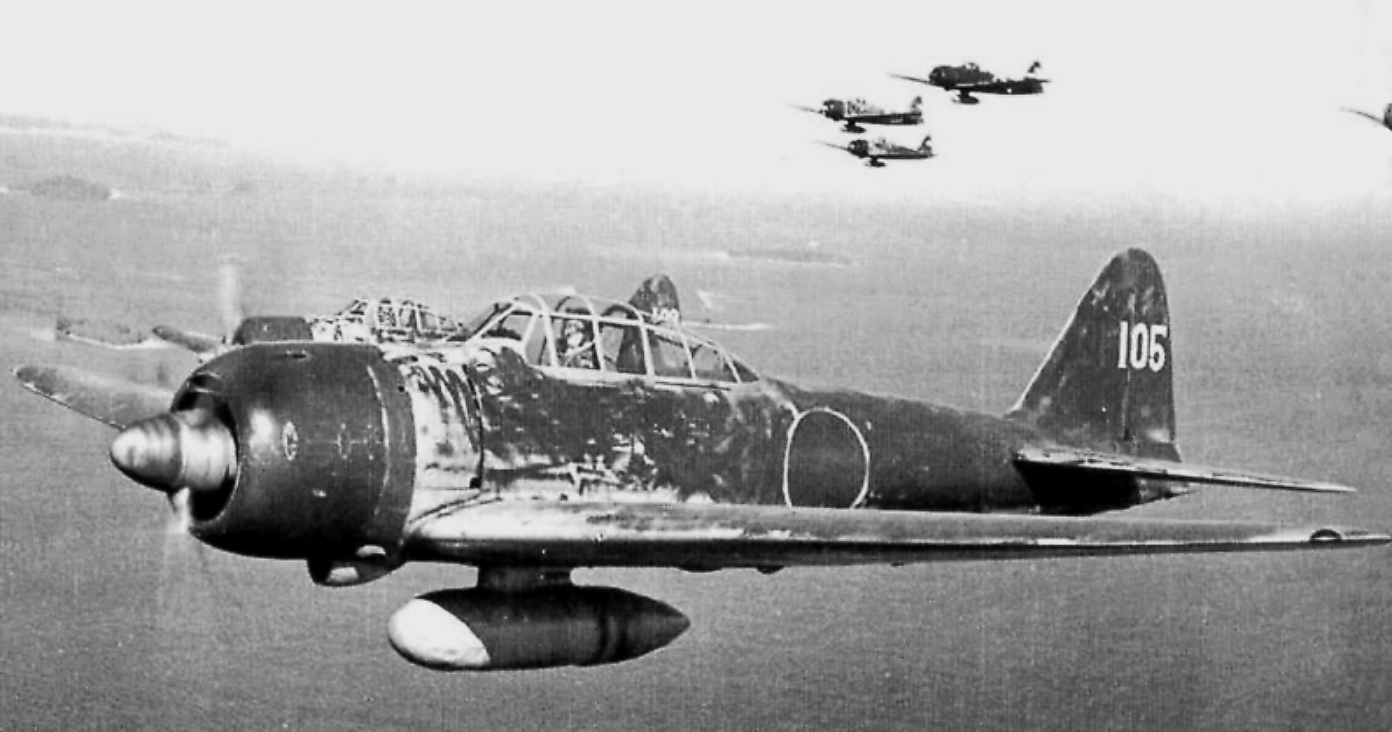
Japán Mitsubishi A6M Zero vadászgép

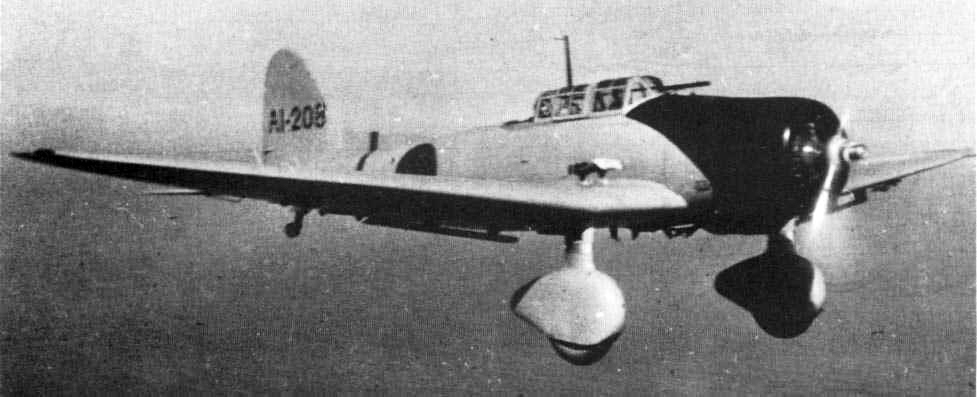
Japán Aicsi D3A Val zuhanóbombázó

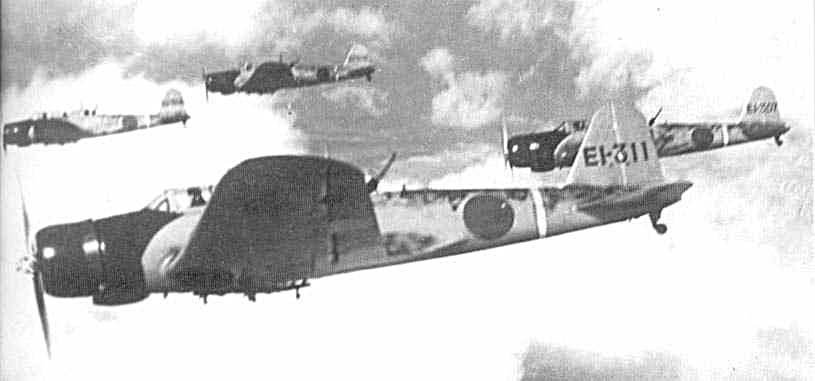
Japán Nakajima B5N Kate torpedóbombázó

- A Csendes-óceáni Flotta semlegesítése: A csatahajók és repülőgép-hordozók kiiktatásával az amerikai flotta nem lehetett abban a helyzetben, hogy a délkelet-ázsiai japán offenzíva ellen fellépjen. A támadásban részt vevő pilóták azt a nyomatékosított parancsot kapták, hogy csak csatahajókat és repülőgép-hordozókat támadjanak, és a torpedóikat és bombáikat ne „pazarolják” másfajta hadihajókra. (Ehhez nem minden pilóta tartotta magát a támadás során.)
- Pearl Harbor támaszpontjának kiiktatása: A dokkok és üzemanyagtartályok elpusztításával az Egyesült Államok számára lehetetlenné kellett tenni, hogy belátható időn belül hadműveleteket tudjon indítani a Pearl Harbor-i támaszpontról. Az itteni dokkok voltak az egyetlenek Kaliforniától nyugatra, melyekben javításokat és nagyobb karbantartásokat lehetett végezni. Amennyiben megsemmisítik őket, úgy az amerikai hadihajóknak még a kisebb javításokhoz is át kell hajózniuk a fél Csendes-óceánt a nyugati partig. Ideális esetben egy nagyobb hajónak a Pearl Harbor felé vezető csatornán való elsüllyesztése esetén a támaszpont horgonyzóhelyként sem lenne már használható, ami által a teljes amerikai flottának a nyugati partról kiindulva kellene a hadműveleteit megkezdeni.

Taktikai okokból egy újabb célt is kijelöltek:
- A légierő megsemmisítése: Az amerikai repterek ellen támadást kellett indítani, hogy az azokon állomásozó vadászgépek ne akadályozhassák a kikötő elleni támadást, és a bombázók ne indíthassanak ellentámadást a japán támadó kötelék ellen (amennyiben azt lokalizálni tudnák).

Mivel nem állt rendelkezésre kellő számú repülőgép mind a három feladat végrehajtásához, az a döntés született, hogy először csak a hadihajók és a repterek ellen indítanak támadást. Amint az első hullám repülőgépei visszatérnek, újra feltankolják és felfegyverzik őket, hogy a dokkok és üzemanyagtartályok elleni támadásra újra a levegőbe emelkedhessenek.
A támadás első hullámának lehetőleg pirkadatkor kellett megindulnia. Mivel ekkoriban a repülőgép-hordozók még nem rendelkeztek katapultokkal, a fedélzet felét felszállópályaként használták. Így csak a repülőgépek felét sorakoztathatták fel az indításhoz. A gépállomány másik felét csak azután készíthették fel a felszállásra, hogy az első már elhagyta a hajó fedélzetét. Mivel a startra való felkészítés legalább 30 percet vett igénybe, az a döntés született, hogy az első támadást két hullámban hajtják végre: az első hullám gépeit amilyen gyorsan csak lehetett követte a második.
Az első hullámhoz 45 darab A6M Zero típusú vadászgép, 54 D3A Val zuhanóbombázó és 90 B5N Kate torpedóbombázó tartozott. A Kate-ek közül 40 volt torpedóval, 50 volt bombákkal felfegyverezve. A második hullám 36 Zero, 81 Val és 54 bombával felszerelt Kate típusú gépből állt.
Mivel a támadás során a meglepetés elengedhetetlen fontosságú volt, a támadó flottakötelék parancsnoka, Nagumo Csúicsi altengernagy azt a parancsot kapta, hogy azonnal forduljon vissza, amennyiben a felvonulás közben felfedeznék. Ha a támadás napjának reggelén fedeznék fel a jelenlétét, úgy az ő belátására bízták, hogy megkockáztatja-e a támadást. A hajóit semmilyen körülmények között sem volt szabad szükségtelen kockázatoknak kitenni, mivel ezek Japán számára pótolhatatlanok voltak.
A támadókötelék 1941. november 26-án hagyta el Japánt a Kuril-szigeteknél. Út közben, december 2-án Jamamoto tengernagy a következő rejtjeles üzenetet küldte Nagumónak: „Niitaka jama Nobore” (jelentése: Mássza meg a Niitaka hegyet), amivel kiadta a végső parancsot a támadás végrehajtására.

## A japán hírszerzés

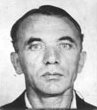
Bernard Kühn
(FBI-fotó, 1941)

Az amerikai haderő mozgásának megfigyelésében nagy szerepe volt Josikava Takeo japán kémnek, aki 1941 márciusában érkezett Honoluluba. A főkonzulátus munkatársának álcázva hivatalos személyként utazott be. Mivel Hawaii lakosainak több mint egyharmada japán származású volt, Josikavának nem okozott problémát helyi lakosnak kiadnia magát. Pontosan tudta, mikor melyik csatahajó volt a kikötőben, és milyen időközönként futottak ki. Ismerte a katonai létesítmények szolgálati rendjének részleteit, azt is, hogy a Hickham légitámaszpont nem rendelkezik említésre méltó légvédelemmel. A kiküldetésének első hónapjai során Josikava havonta egyszer küldött jelentést a Hawaiion tartózkodó amerikai flotta helyzetéről, november közepétől hetente kétszer, majd december 2-ától naponta. A tevékenységéhez Kita Nagao, a honolului japán konzul nyújtott számára segítséget.
A jelentéseit a japán diplomáciai szolgálat rejtjelezési rendszerével kódolták. Ezt ugyan elvileg fel tudták törni az amerikai hadügyminisztérium kódfejtői, azonban egy üzenet megfejtéséhez hozzá kellett volna tudniuk rendelni az adott napot és az adott helyszínt, mivel a rejtjelkulcs eszerint variálódott.  A Kita által küldött legtöbb távirat tartalmát túl későn sikerült megfejteniük az amerikaiaknak.
Egy másik fontos forrás volt a német Kühn család. Bernard és Friedel Kühn a lányukkal, Ruthtal közösen gyűjtöttek információkat a szigeten, amiket a konzulátuson keresztül juttattak el Tokióba. Ők 1936-ban Németország kezdeményezésére lettek Japán ügynökei. Hamis papírokkal, professzoroknak álcázva érkeztek Hawaiira. Ruth itt amerikai tisztekkel került kapcsolatba, akikkel sokat randevúzott és jutott rajtuk keresztül titkos információkhoz. Ruth az egyikükkel valószínűleg le is feküdt, aki ráadásul pont a hálószobájában tartott titkos iratokat, amikhez aztán a lány könnyen hozzáfért. A lány még szépségszalont is nyitott ennek tetejében, ahol olcsó árak mellett kifejezetten minőségi szolgáltatást nyújtott, ezért sok magas rangú katona felesége is megfordult nála, akik gyakran pletykáltak férjeik dolgairól. Kühnék a japánok megbízásából építettek egy házat Pearl Harbornál, mely a flottatámaszpontra nézett.

## Az amerikai rádiófelderítés
Az amerikai távközlési felderítés három részlegre volt osztva:
- A rádiós iránykereső részleg feladata az elfogott rádiójelek elküldési helyének beazonosítása volt. Az USA ehhez egy lehallgatói hálózatot épített ki (Mid-Pacific Strategic Direction-Finder Net). Ez egy hatalmas félkörívben húzódott a Fülöp-szigetektől Guam, Szamoa, a Midway és Hawaii érintésével fel északnak egészen Alaszkáig.
- A rádióforgalom-elemző részleg az elfogott rádiójeleket elemezte ki. A hívójelek mintázatából megállapították, hogy ki kivel kommunikál. A kommunikáció gyakoriságából igyekeztek megállapítani, hogy az egyes jeladók között milyen viszony van. Ha például a NOTA 1 és az OYO 5 gyakran lépett kapcsolatba a KUNA 2 állomással, azonban egymás között csak ritkán létesítettek kapcsolatot és másokkal egyáltalán nem, úgy feltételezhető volt, hogy a KUNA 2 a NOTA 1 és az OYO 5 felett volt, például egy hajóraj zászlóshajója, melyhez a NOTA 1 és az OYO 5 is tartoztak. A rádiós iránykeresés segítségével hozzá lehetett rendelni a hívójeleket az egyes hajókhoz, ha tudni lehetett, melyik tartózkodik a jeladás helyszínén.
- A kódfejtő részleg volt felelős az elfogott üzenetek tartalmának megfejtéséért. Ez volt a legnehezebb és legtitkosabb része a rádiós felderítésnek. Mivel rendkívüli fontosságú volt a japán kódrendszer feltörését titokban tartani, az innen nyert információkat csak a magas rangú tisztek és politikusok egy kis csoportja számára tették hozzáférhetővé, míg az iránykeresés és elemzés eredményei egy jóval tágabb kör számára voltak megismerhetőek. Így például Hawaii főparancsnokai, Husband Edward Kimmel tengernagy és Walter C. Short tábornok ez utóbbi kettő részleg eredményeiről tájékoztatva voltak ugyan, de a kódfejtő részleg eredményeiről már nem. Velük szemben a Fülöp-szigetek főparancsnoka, Douglas MacArthur tábornok mind a három részleg eredményeihez hozzáféréssel bírt.

1941 novemberének folyamán a rádiófelderítés a japán rádióforgalom mintázataiból megállapította, hogy egy nagy hadművelet előkészületei vannak folyamatban. Ezek a mintázatok megfeleltek annak a három fázisnak, amiket már az Indokína megszállásához végrehajtott két hadművelet során megfigyeltek:
- Első fázis: Elsőként egy ugrásszerű növekedés volt megfigyelhető a japán rádióforgalomban. A japán főparancsnokság (Daihon’ei) parancsokat osztott a hadseregnek és a flottának. Ezek az instrukciók a teljes hierarchián végigfutva jutottak el a katonai egységekhez, melyeknek fel kellett készülniük a hadműveletre. Így már a részt vevő egységeket be lehetett azonosítani azáltal, hogy a megnövekedett rádióforgalomban mely egységek hivójele tűnt fel. Mivel azonban a japán flotta november 1-jén végrehajtotta mind a 20 000 katonai egységénél a hívójel félévenkénti változtatását, sok hívójelet még nem sikerült beazonosítania azóta az amerikaiaknak. Azt mindenesetre meg tudták állapítani, hogy a japán főparancsnokság főként a déli parancsnokokkal lépett kapcsolatba, nem pedig a Kínában állomásozó erők parancsnokaival.
- Második fázis: A rádióforgalom visszaesett a normális volumenre a jelentések terén. A részt vevő egységek az utasításaik szerint felkészültek, és várták a hadművelet megkezdésére felszólító parancsot. A rádióforgalom mintázatában olyan változásokat lehetett megfigyelni, melyek az átcsoportosítások által keletkeztek. A rádióállomások hirtelen új rádióállomásokkal léptek kapcsolatba, a korábbi kommunikációs partnereikkel azonban már nem.
- Harmadik fázis: A rádióüzenetek száma gyorsan megszaporodott, és egyoldalúakká váltak. A hadművelet megkezdődött, a flottakötelékek kifutottak, és rádiócsendet tartottak, hogy a pozíciójuk bemérését ne tegyék lehetővé. Továbbra is kaptak nekik címzett rádióüzeneteket más egységektől (a rádiócsend csak az üzenetküldésre vonatkozott, nekik azonban címezhettek üzeneteket).

December 1-jén a japán flotta ismét megváltoztatta az egységeinek hívójeleit. Ez a szokásostól eltérő időpontban való hívójel-változtatás ismét riasztólag hatott az amerikai hírszerzés számára.
Ily módon már a rádiós iránykeresés és elemzés révén ismert volt, hogy Japán déli irányban fog végrehajtani hadműveletet. Ennek célja azonban nem volt egyértelmű, mivel ez irányulhatott a brit és a holland gyarmatok ellen (ahogyan azt gyanították) vagy a Fülöp-szigetek ellen, de jelezhette további csapatok Indokínába való áthelyezését (amit valószínűtlennek véltek). November 24-én és 27-én ezért Harold R. Stark tengernagy, a tengeri hadműveletek vezetője (Chief of Naval Operations) a csendes-óceáni térség minden parancsnokának háborús figyelmeztetést küldött, melyben közölték, hogy Japán részéről a következő napokban agresszív fellépés várható. A japán támadás lehetséges célpontjaiként Malajzia, Thaiföld, a Fülöp-szigetek, Borneó és Guam lettek megjelölve. A Csendes-óceán minden parancsnokát arra utasították, hogy hozzák meg a csapataik háborúra való felkészítéséhez szükséges intézkedéseket, azonban maguk semmilyen támadó akciót ne hajtsanak végre mindaddig, míg Japán nem lép fel az Egyesült Államokkal szemben.
Nagy-Britannia és Hollandia felderítő szolgálatai, melyek együttműködtek az amerikaiakkal az üzenetek elfogásában és elemzésében, ugyanerre a következtetésekre jutottak. Nagy-Britannia ennek hatására a lehetőségeihez mérten igyekezett megerősíteni az erőit a térségben: a modern Prince of Wales csatahajót és a Repulse csatacirkálót  Szingapúrba helyezte át.
Külön esetet képeztek a japán repülőgép-hordozó kötelékek, melyekről nem lehetett tudni semmit a rájuk vonatkozó teljes rádiócsend miatt. Abból, hogy a repülőgép-hordozó kötelékek nemcsak hogy nem küldtek üzeneteket, de még csak nem is voltak megcímezve, arra következtettek az amerikaiak, hogy ezek az egységek továbbra is a honi vizeken tartózkodhatnak. Ott gyengébb jeladók segítségével kommunikálhattak, melyek jeleit az innen messze lévő lehallgatóállomások nem tudtak fogni. Ez már a korábbi japán hadműveletek során is megfigyelhető volt. A repülőgép-hordozókról akkor is úgy vélték, hogy Japán közelében vannak, és különböző okok miatt azt állapították meg, hogy ténylegesen ott is voltak. A repülőgép-hordozók Japánban való maradása nem keltett gyanút, mivel ez a korábbi tapasztalatok alapján beleillett az összképbe. Az elemzők szerint a repülőgép-hordozókra a brit és a holland gyarmatok elleni offenzíva során nem lett volna szükség, és az itteni bevetés helyett több csatahajóval egyetemben stratégiai tartalékot képeztek arra az esetre, ha az USA Nagy-Britannia segítségére sietne. Valójában ez a kötelék teljes rádiócsendet tartva útban volt Pearl Harbor felé. A neki küldött üzeneteket az általános jellegűen a nagy flottakörzeteknek címzett rádióüzenetekben rejtették el.

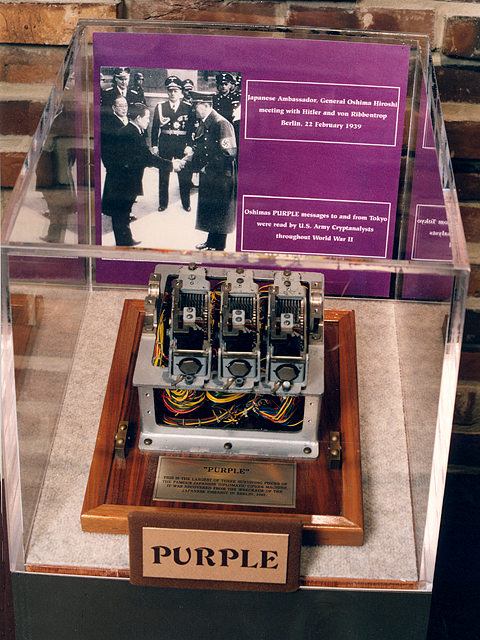
A japán „PURPLE” (Bíbor) rejtjelező készülék

A rádióforgalom-elemzésért felelős részleg időközben jelentős nehézségekbe ütközött a vételezett jelek mennyisége miatt. Az üzenetek dekódolásán túl ezeket még le kellett fordítani japán nyelvről angolra. A csekély számú fordító, akik a katonai mellett a diplomáciai rádióforgalomért is felelősek voltak, nem tudtak lépést tartani a megnövekedett mennyiségű üzenettel. Próbálták a fordítók létszámát növelni, ez azonban nehézkes volt, ugyanis nemcsak japánul kellett kiválóan érteniük, hanem teljes mértékben megbízhatóaknak is kellett lenniük. Ilyen ember azonban csak nagyon kevés volt, és főként japán származású amerikaiak voltak, akikkel szemben általános volt a bizalmatlanság. Így a haditengerészet rádióforgalom-elemző részlegének a legnagyobb erőfeszítések mellett is háromról mindössze hat főre sikerült növelnie a fordítók létszámát 1941-ben. Ez ahhoz vezetett, hogy a fordításokat a dekódolás módja szerint osztályozták. Elsőként a „Purple”-lel (vagy Bíbor-ral) kódolt diplomáciai üzeneteket, majd a szigorúan titkos katonai üzeneteket, majd az egyszerűbb japán kódokkal rejtjelezett szövegeket fordították le. A „Purple”-lel rejtjelezett utasítások között voltak azok, melyekben a nagy-britanniai és holland kelet-indiai nagykövetségeket arra szólították fel, hogy a „Purple” készülékeiket küldjék vissza Japánba, és készítsék elő a kódkönyvek megsemmisítését. Ez megerősítette azt a feltételezést, hogy Japán háborúra készül ezen országok ellen. A lefordított szövegek között olyan tartalmú üzenetek nem voltak, melyek az Egyesült Államok területén lévő japán konzulátusokat utasították volna erre, mivel ezek nem rendelkeztek „Purple”-lel. Az USA területén egyedül a washingtoni nagykövetség rendelkezett ilyen készülékkel. Azt, hogy ezek visszaküldését Japánba nem kérték, az amerikaiak úgy értelmezték, hogy Japán nem tervez az Egyesült Államok ellen támadást indítani. A washingtoni japán nagykövetség csak december 3-án kapott utasítást arra, hogy a két rejtjelező készüléke közül az egyiket és a kódok nagy részét semmisítse meg, amiből az elemzők számára egy az USA és Japán közötti háború esélye jóval valószínűbbnek tűnt.
A dekódolt katonai üzenetek nem szolgáltattak használható információkkal a célpontokat illetően, de ez nem is volt elvárható. December 6-án a 14 részből álló japán jegyzék – melyet másnap kellett átnyújtani Washingtonnak – első 13 részét vételezték és dekódolták. Habár a legfontosabb információkat tartalmazó utolsó rész még hiányzott, az első 13-at számos olyan személynek eljuttatták, akiknek jogosultságuk volt ezeket megismerni. Ezek a részek nagyrészt történelmi visszatekintést tartalmaztak Japán és az Egyesült Államok viszonyának alakulására, és ebben az Egyesült Államokat a Japánnal szembeni ellenséges magatartással vádolták, de a japán politika szándékairól nem esett szó. A szöveg átnézése után Roosevelt elnök tanácsadójához, Harry Hopkinshoz szólva megjegyezte: „Ez háborút jelent.” Miután röviden megvitatták a délkelet-ázsiai japán flotta- és csapatmozgásokat, Hopkins úgy ítélte meg, jobb lenne, ha az USA mérné az első csapást, és ezzel kivédené az esetleges meglepetéseket. Roosevelt erre úgy válaszolt, hogy egy békeszerető demokrácia ilyet nem tehet meg. Roosevelt fel akarta keresni telefonon Stark tengernagyot, ő azonban ekkor színházban volt. Ki lehetett volna ugyan hívni a nézők közül, ez azonban feltűnést keltett volna, amit pedig Roosevelt nem akart.
Mindenki más, aki az első 13 részt olvasta az este folyamán, előbb még ki akarta várni a 14. rész tartalmát, mielőtt óvintézkedéseket hoztak volna. Frank Knox haditengerészeti miniszter ebből a célból másnap reggelre megszervezte egy konferencia összehívását Henry L. Stimson hadügyminiszter és Cordell Hull külügyminiszter részvételével. A japán jegyzékről a haditengerészeti hírszerzéstől késő este tudomást szerző Stark tengernagy is másnap reggelre az irodájába kérette a teljes szöveget. A hadsereg törzsfőnöke, George C. Marshall tábornok nem látta a jegyzéket, mivel már aludt, és nem akarták vele felébreszteni. Másnap reggelizés után kilovagolt, és nem tudták hosszabb ideig fellelni, mikor a japán jegyzék beérkezett 14. részét akarták neki átadni.
A fennmaradt kódok és a második rejtjelező készülék megsemmisítésére vonatkozó utasítás a japán jegyzék 14. részének kísérőszövegével együtt érkezett a washingtoni japán nagykövetségre. Az utasítások között szerepelt az is, hogy a jegyzéket washingtoni idő szerint pontban 13:00-kor (Pearl Harbor-i idő szerint 07:30-kor) nyújtsák át. A kísérőszöveg fordítása a felelős hírszerző tiszthez, Alwin D. Kramer hadnagyhoz 10:20-kor jutott el, csaknem három órával a Pearl Harbor elleni japán támadás kezdete előtt. A hírt azonnal továbbította, és Marshall tábornok 11:30-kor parancsba adta, hogy számos tengerentúli parancsnokságot – fő prioritásként a Fülöp-szigeteket kiemelve – figyelmeztessenek a lehetséges japán akciókra. Pearl Harbor azonban ezt az üzenetet nem kapta meg időben. A figyelmeztetés a Fülöp-szigeteken és a Csendes-óceán más amerikai támaszpontjain, mint például Wake-en és Guamon sem keltett jelentős hatást, mivel a japán támadásig hátralévő idő túl rövid volt már.

## Pearl Harbor december 7-én
Mivel Hawaiion nem számoltak komolyan egy japán támadás lehetőségével, a csatahajók Ford-sziget körüli horgonyzóhelyeit nem biztosították. A hajók legénységének jó része eltávozáson volt, a hajók kazánjai teljesen vagy félig ki voltak oltva. A kazánban égő tűz nélkül a hajók nem tudtak gőzt előállítani a gépeik számára, és egy-egy kazán felfűtése órákat vett igénybe.
A sziget védelméért az amerikai szárazföldi hadsereg volt a felelős. Az itteni csapatokat sem készítették fel semmilyen módon egy támadás elhárítására. A légvédelmi lövegeket nem a katonai létesítmények körül állították fel, hanem a raktárakban álltak, mivel a környező területek magánterületek voltak, amelyek tulajdonosainak nem akartak szükségtelenül bosszúságot okozni. Az újonnan épített Kāneʻohe támaszpont védelmére a hadsereg által telepített légvédelmi tüzérséget pár nappal korábban ismét a kaszárnyákba helyezték át. A légvédelmi lövegek lőszerkészletét elkülönített lőszerraktárakban tárolták, és az összes többi lőszerraktárhoz hasonlóan le voltak zárva. A támadás ideje alatt ezek kulcsainak egyes birtokosai megtagadták a raktárak kinyitását erre utasító írásos parancs hiányában. Short tábornok utasítására a reptereken a gépeket a kijelölt helyeiktől távol, szétszórtan (a repterek szélein, illetve az azok közepén felállított bunkerekben) helyezték el, hogy könnyebben lehessen védeni őket a szabotázsakciókkal szemben. A hat új mobil radarállomás, melyek 1941 októberében érkeztek Hawaiira, csak reggel 04:00 és 07:00 között voltak beüzemelve. A radarok egész nap tartó üzemben tartásával szemben csak egy esetleges ellenséges támadás legvalószínűbb időpontjában való használata mellett azért döntöttek, mert még kételyek övezték ezen új technológiát annak ellenére is, hogy például az angliai csata idején sikerrel szerepelt. Az alkalmazására kijelölt kora reggeli időintervallum (04:00–07:00), mint egy támadás valószínű időpontja, azt is megmutatta azonban, hogy tudatában voltak egy ilyen támadás lehetőségének, és – helyesen – abból indultak ki, hogy egy ilyen támadásra a napfelkelte utáni legkorábbi időpontban kerülhet sor. Egy japán támadást tehát nem tartottak lehetetlennek, de a helyzet aktuális megítélése alapján kimondottan valószínűtlennek ítéltek.

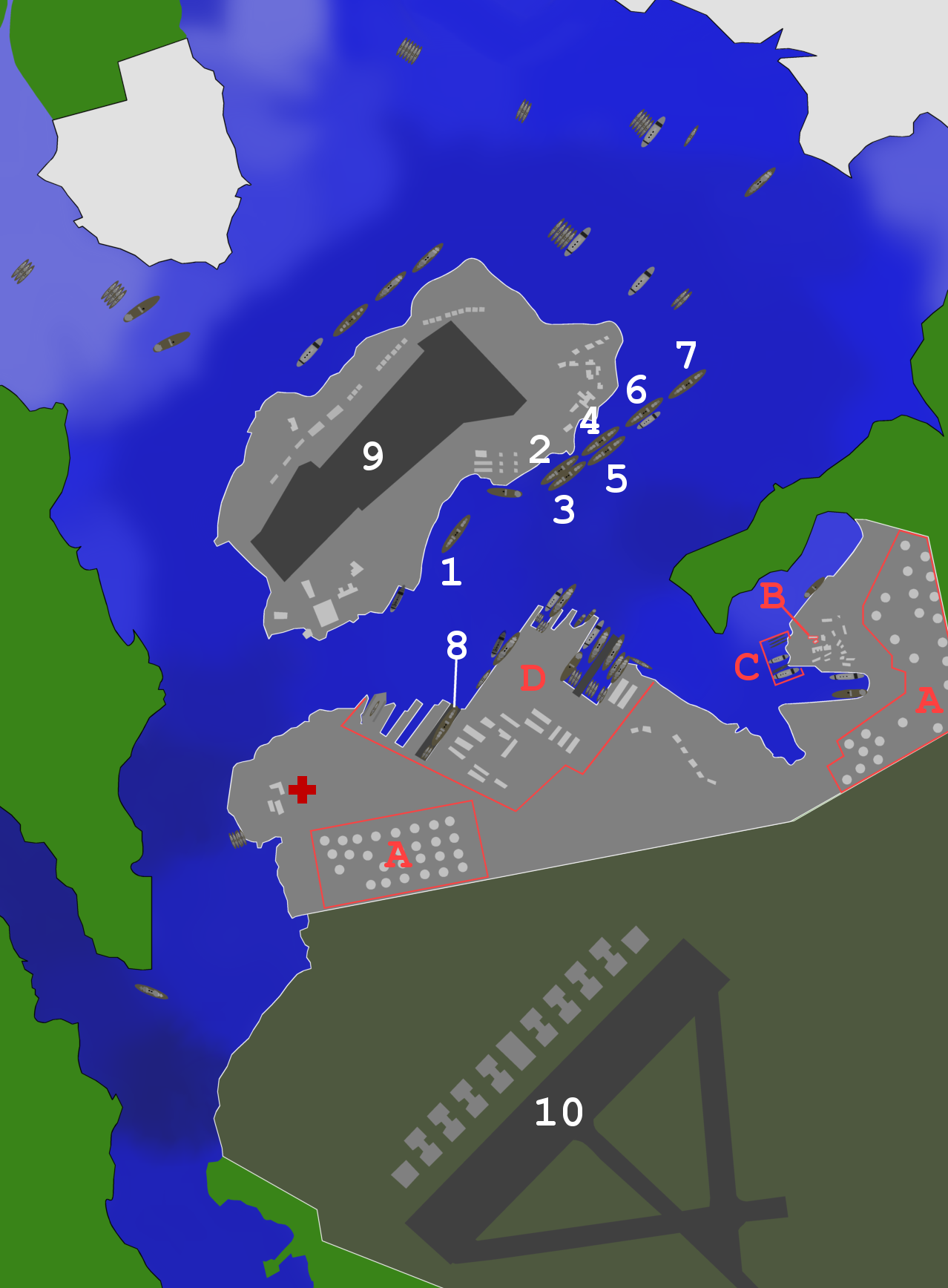
Szárazföldi létesítmények:
Város
Katonai bázis
Tengerészeti bázis
Vízmélységek:
<6,5 m
~9 m
~10 m
~11 m
~12 m
> 15 m
támadott célpontok:
1: USS California
2: USS Maryland
3: USS Oklahoma
4: USS Tennessee
5: USS West Virginia
6: USS Arizona
7: USS Nevada
8: USS Pennsylvania
9: Ford Island NAS
10: Hickam Field
megkímélt objektumok:
A: olajtározók
B: CINCPAC főhadiszállás
C: tengeralattjáró-támaszpont
D: hajógyár

Tengerészeti egységek Pearl Harborban:
- Csatahajók

Nevada, Oklahoma, Pennsylvania, Arizona, Tennessee, California, Maryland, West Virginia
A csatahajók az egy szárazdokkban lévő Pennsylvania kivételével egy sorban állva a Ford-sziget mellett horgonyoztak a kikötő közepén (a Battleship Row-n). A Csendes-óceáni Flotta kilencedik csatahajója, a Colorado Bremertonban volt, ahol a Puget Sound Naval Shipyard fegyverezte fel ekkor.
- Repülőgép-hordozók

nincsenek jelen.
Az Enterprise december 6-án kellett befusson, miután három cirkáló és kilenc romboló kíséretében egy századnyi vadászgépet eljuttatott Wake-re. A köteléknek azonban át kellett haladnia egy viharon, ami miatt 24 órás késést szenvedtek, és csak december 7-én délután érhettek vissza. A Lexington három cirkáló és öt romboló kíséretében szintén egy vadászszázadot szállított Midwayre. Mivel azonban a két repülőszázad áthelyezését titokban igyekeztek tartani, a két repülőgép-hordozó hivatalosan gyakorlatozni volt el. Ez a fedőművelet mindmáig tartja magát, és számos a témával foglalkozó újságcikkben és könyvben még mindig úgy szerepel, hogy a repülőgép-hordozók röviddel a támadás előtt (a Lexington december 5-én) futottak ki a kikötőből gyakorlatozni. Korábban voltak olyan tervek, miszerint az Enterprise az 1. csatahajó-divízióval (Arizona, Nevada és Oklahoma) közös hadgyakorlaton vesz részt ebben az időintervallumban, de erre nem került sor, és a csatahajók december 5-én visszatértek a Pearl Harborba.
A Csendes-óceáni Flotta harmadik repülőgép-hordozója, a Saratoga a bremertoni hajógyárban töltött idő után úton volt San Diego felé.
- Cirkálók

Raleigh, Detroit, Phoenix, Honolulu, St. Louis, Helena, New Orleans, San Francisco
- Rombolók

Ward (a kikötőn kívül), Helm, Phelps, MacDonough, Worden, Dewey, Hull, Monaghan, Farragut, Dale, Aylwin, Henley, Patterson, Ralph Talbot, Selfridge, Case, Tucker, Reid, Conyngham, Blue, Allen, Chew, Shaw, Downes, Cassin, Mugford, Jarvis, Schley, Cummings, Bagley
- Tengeralattjárók

Narwhal, Dolphin, Cachalot, Tautog
- Aknarakók

Oglala, Gamble, Ramsay, Montgomery, Breese, Tracy, Preble, Sicard, Pruitt
- Aknakeresők

Zane, Wasmuth, Trever, Perry, Turkey, Bobolink, Rail, Tern, Grebe, Vireo, Cockatoo, Crossbill, Condor, Reedbird
- Ágyúnaszádok

Sacramento
- Gyorsnaszádok

PT-20, PT-21, PT-22, PT-23, PT-24, PT-25; a rakparton: PT-26 és PT-28; a Ramapo tartályhajó fedélzetén: PT-27, PT-29, PT-30 és PT-42
- Ellátóhajó (rombolók részére)

Dobbin, Whitney
- Ellátóhajó (vízi repülőgépek részére)

Curtiss, Tangier, Avocet, Swan (dokkban), Hulbert, Thornton
- Lőszerszállítóhajók

Pyro
- Tartályhajók

Ramapo, Neosho
- Műhelyhajók

Medusa, Vestal, Rigel
- Ellátóhajó (tengeralattjárók részére)

Pelias
- Tengeralattjáró-mentőhajó

Widgeon
- Kórházhajók

Solace
- Teherhajók

Vega (Honoluluban), Castor, Antares (Pearl Harbor felé közeledve)
- Vontatóhajók

Ontario, Sunnadin, Keosanqua (Pearl Harbor előtt tartózkodva), Navajo (18 km-re Pearl Harbortól)
- Segédhajók

Utah, Argonne, Sumner
A japán főparancsnokság informálva volt a kikötőben tartózkodó hajókról, mivel a hawaii japán konzulátus folyamatosan jelentést tett róluk Tokiónak. (Ilyenfajta megfigyelések jelentése minden ország konzulátusainak alapvető feladatkörei közé tartozik.) Tokióból ezeket a jelentéseket továbbították a flottához (és így Nagumóhoz is). Ezzel – amennyire lehetett – biztos információkkal rendelkeztek arról, hogy az amerikaiak Csendes-óceáni Flottája Pearl Harborban van, és Nagumo nem egy üres kikötő ellen indít támadást. Arról már a támadás előtt 24 órával tudomása volt a japán főparancsnokságnak és Nagumónak is, hogy a repülőgép-hordozók nem tartózkodnak a támaszponton.

## A támadás

### Előkészületek

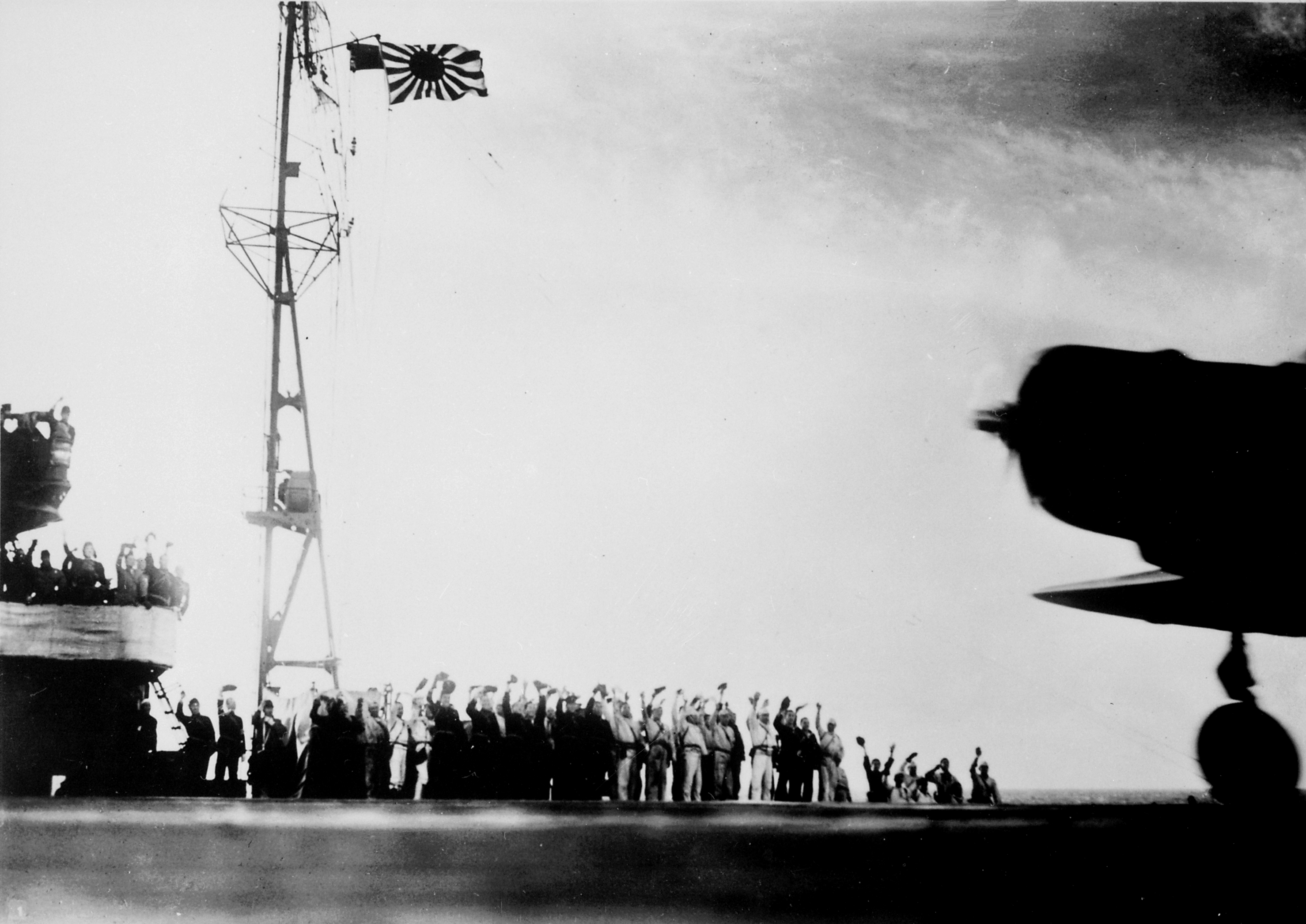
A Sókaku legénysége banzai kiáltásokkal búcsúztat egy elstartoló repülőgépet

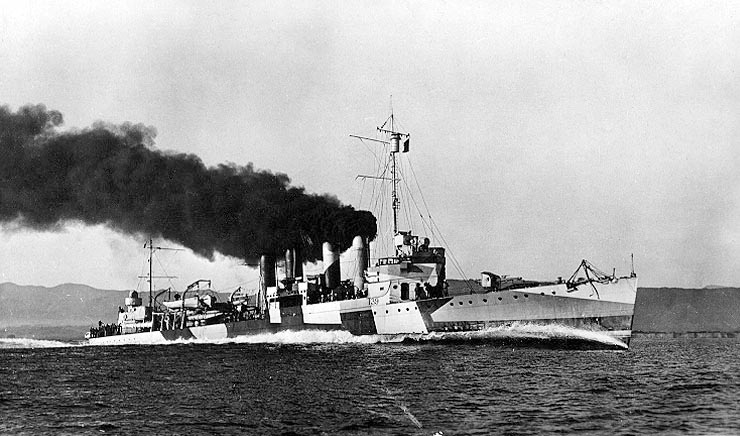
A Ward amerikai romboló

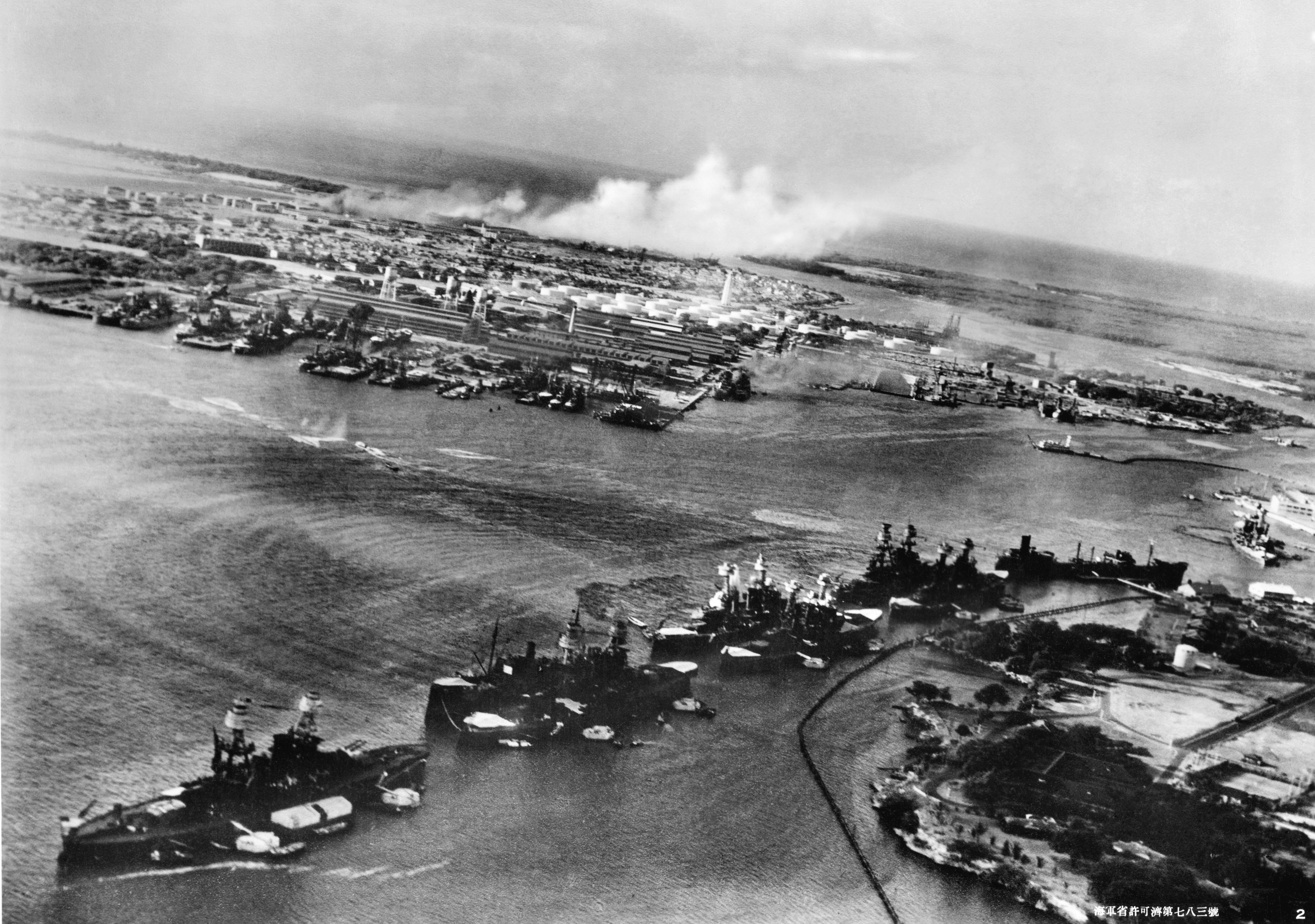
A „Battleship Row” a támadás kezdetén. Az Oklahoma és a West Virginia már láthatóan megdőltek, utóbbi épp elszenved egy torpedótalálatot

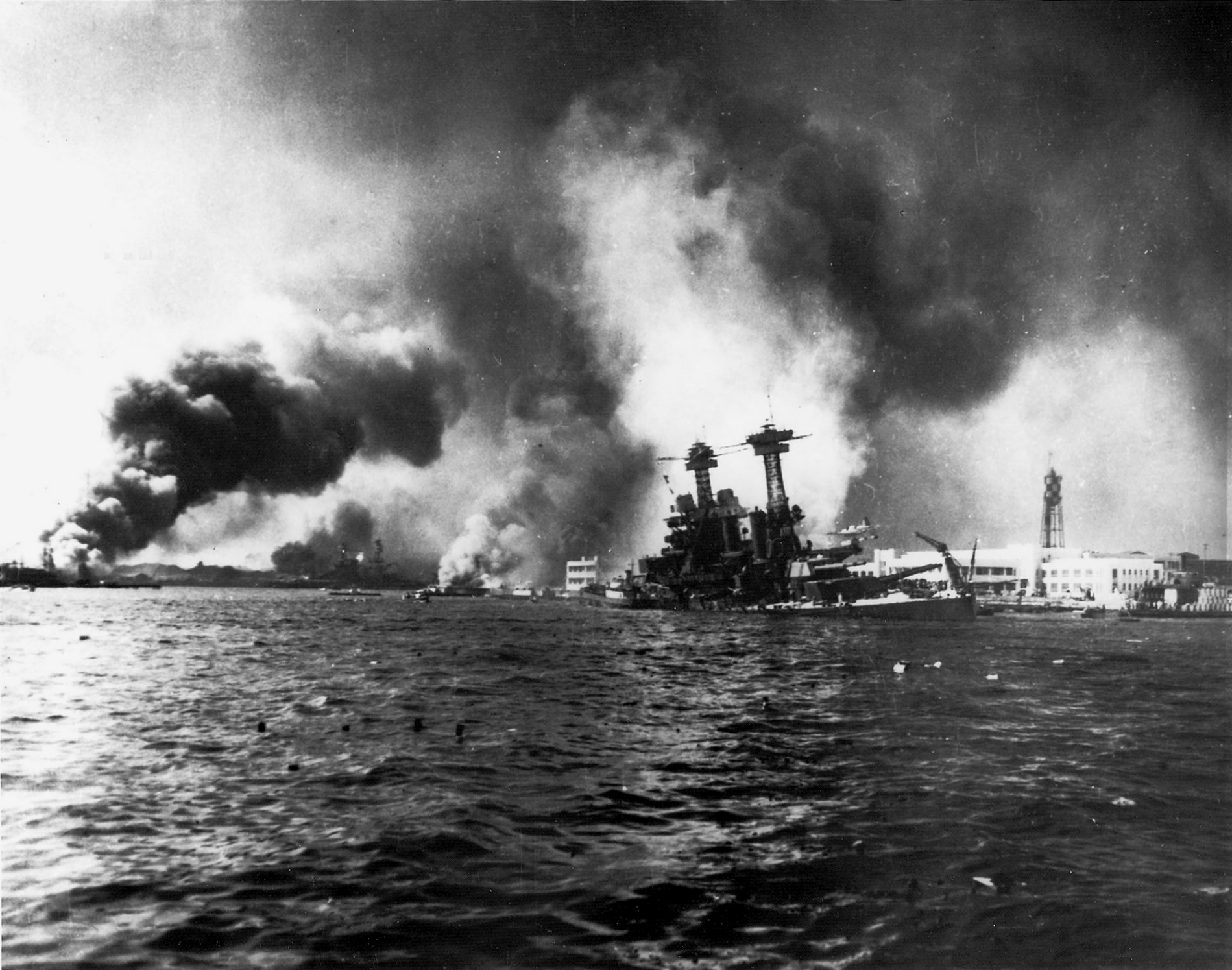
A süllyedő California

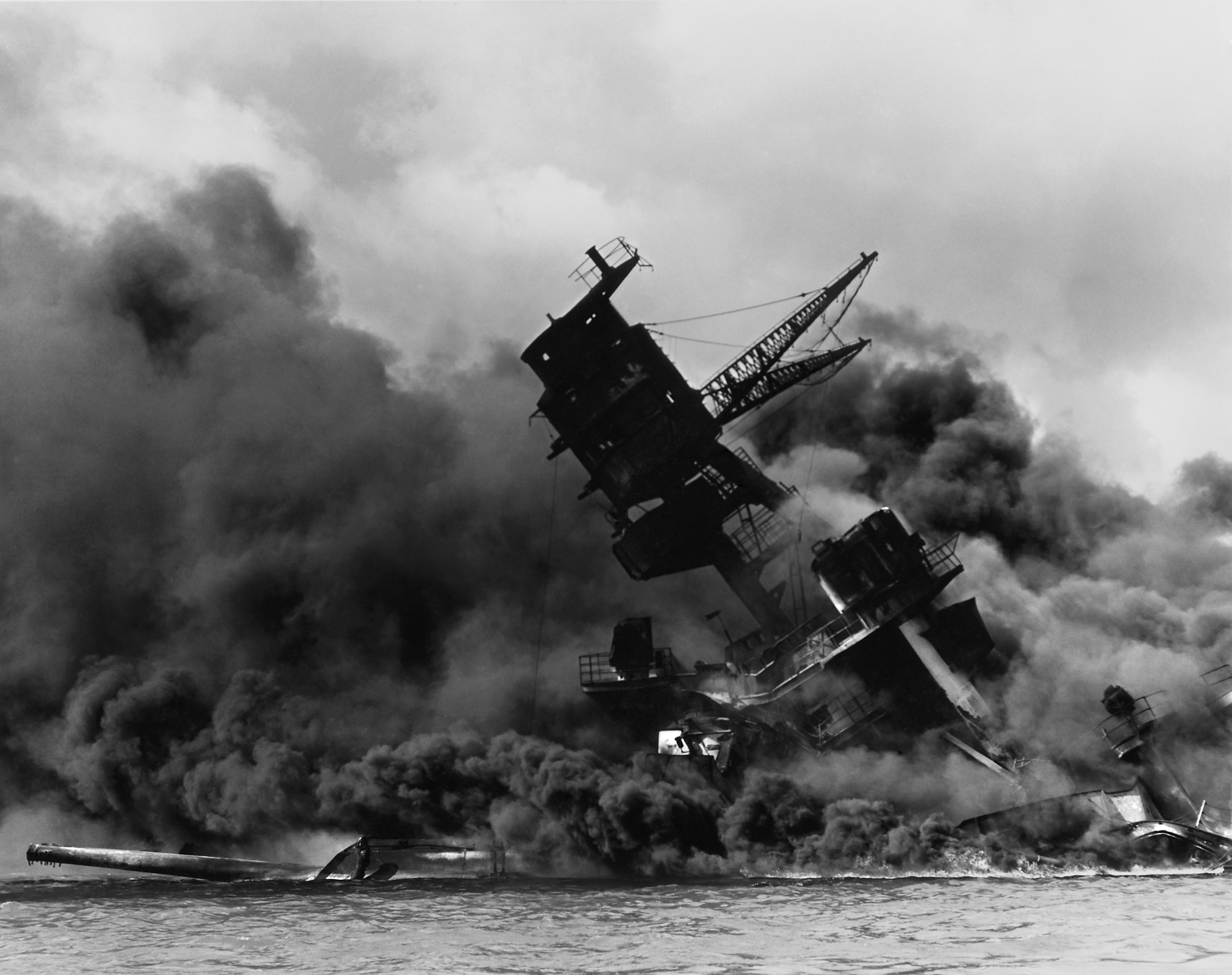
A lángokban álló Arizona elülső árbóca parancsnoki hídra dőlve

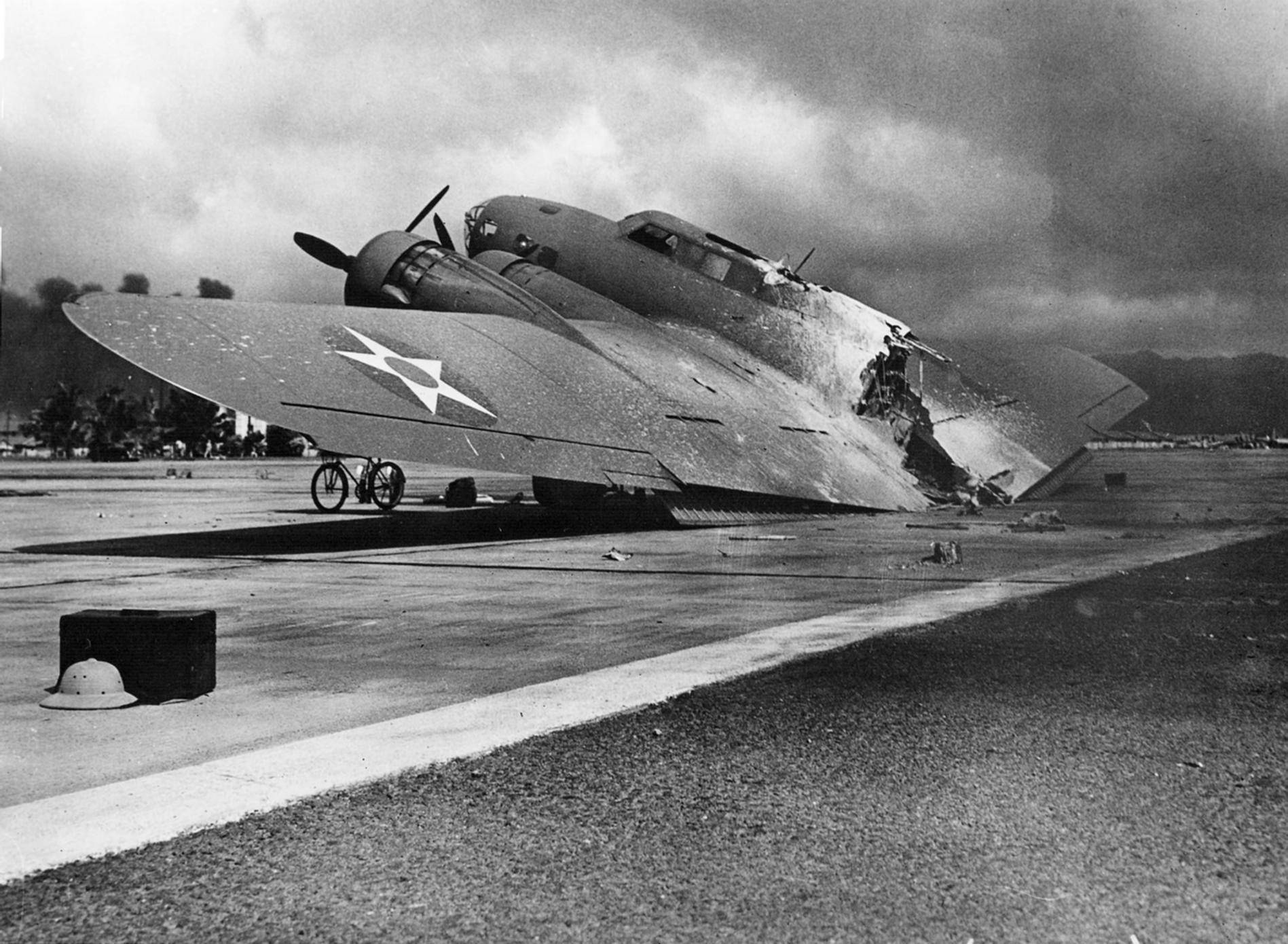
Egy elpusztított B–17-es bombázó a Hickam Field katonai reptéren

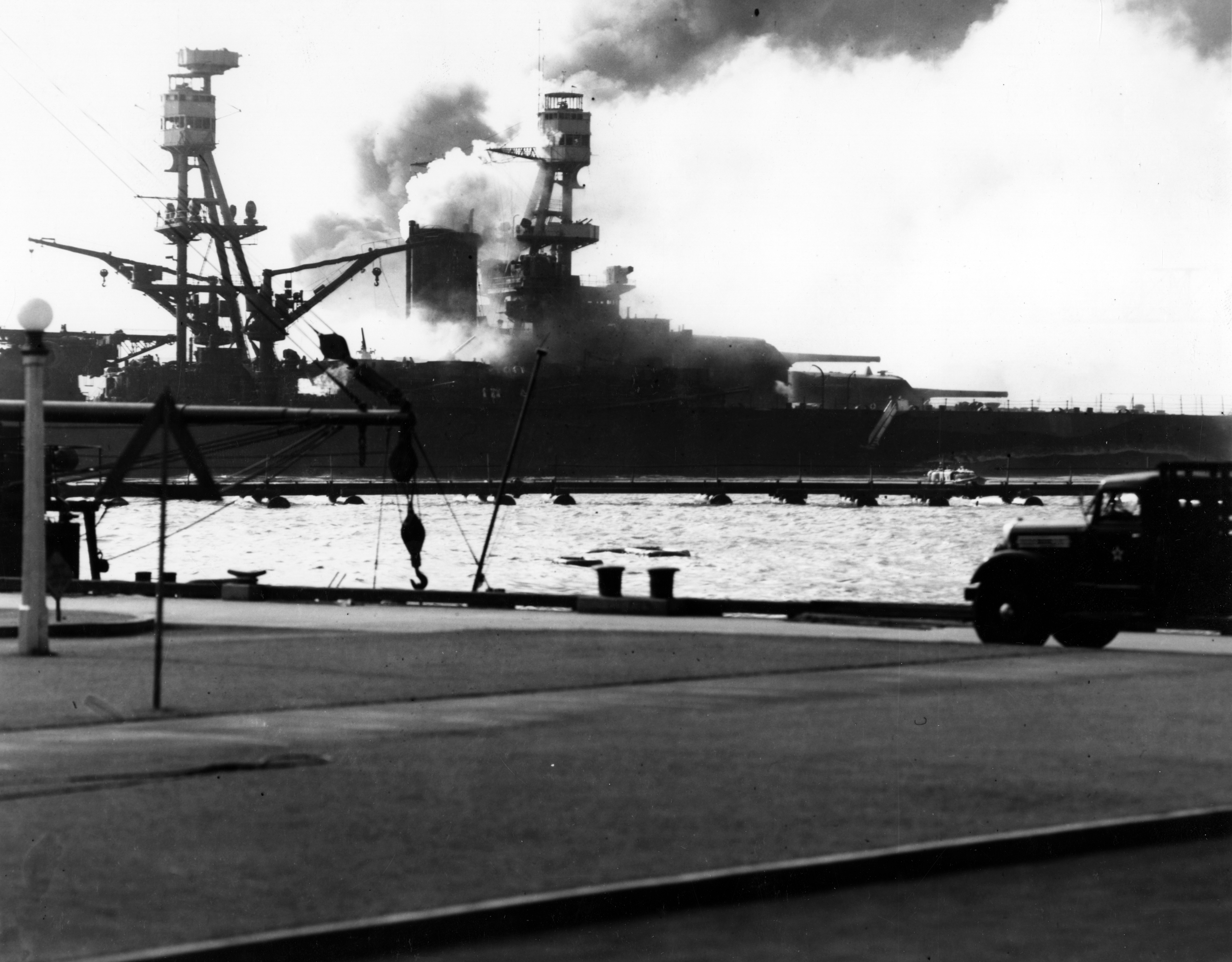
A lángoló Nevada úton a kikötő kijárata felé

December 6-án este a Hawaii felé hajózó flottakötelék (a Kidó Butai) a sebességét 25 csomóra mérsékelte. Nagumo altengernagy egy utolsó beszédet intézett az Akagi fedélzetéről az egységeihez, melyben így fogalmazott: 
„A Birodalom sorsa függ ettől a hadművelettől. Mindenkinek teljes mértékű odaadást kell tanúsítania a rá kirótt feladat teljesítésekor.”
21 óra körül Nagumo flottája áthaladt a 158. hosszúsági fokon, és így már csak 910 km távolságra volt a Hawaii-tól északra a támadás megindítására kijelölt helytől. A tizenkét napos út során heves szelek tépázták meg a felvont zászlókat, és több mint tíz embert sodortak le a hullámok a hajók fedélzetéről. Ennek ellenére minden terv szerint haladt, mivel a flottát nem észlelték idegen hajók vagy felderítő repülőgépek.

### Rárepülés
Az első japán támadóhullám 183 repülőgépe december 7-én helyi idő szerint 06:10-kor kezdte meg a felszállást mintegy 230 tengeri mérföldre (400 km) Oahutól északra. A tervezettnél 20 perccel tovább tartott, míg a repülőgép-hordozók felett felvették a formációt. Hat repülőgép nem tudott időben elstartolni, és ezért az egy órával később induló második hullámmal tartottak. A repülőgép-hordozók legénysége a felszálló gépeket banzai kiáltásokkal búcsúztatta. Ezzel egyidőben a Pearl Harbortól 370 tengeri mérföldre nyugatra lévő Enterprise előreküldött 18 darab SBD Dauntless típusú repülőgépet, melyeknek a Ford-szigeten kellett landolniuk.
A japánok és amerikaiak közötti első összetűzésre még a légitámadások előtt, 06:37-kor került sor a kikötő bejárata előtt. Az éjszaka folyamán észlelni véltek már egy periszkópot a Condor aknakereső fedélzetéről a kikötő bejáratának közelében, és riasztották a közelben járőröző Ward rombolót, ez azonban nem találta meg a jelentett tengeralattjárót. 06:30-kor az Antares ellátóhajó is tengeralattjáró-észlelést jelentett, mire a haditengerészet a levegőbe küldött egy PBY-Catalina típusú repülőcsónakot a Ward támogatása céljából. 06:45 körül a romboló rátalált a tengeralattjáróra, és ágyútűzzel, illetve mélységi bombákkal elsüllyesztette. Ez egyike volt annak az öt kis méretű japán tengeralattjárónak, melyeknek meg kellett próbálniuk bejutni a kikötőbe. Pár perccel később a Catalina is jelentette egy tengeralattjáró elsüllyesztését a kikötő bejárata előtt. A Ward parancsnoka, Outerbridge fregatthadnagy, aki csak két nappal korábban vette át a romboló parancsnokságát első parancsnoki kinevezéseként, rejtjeles üzenetet küldött a 14. haditengerészeti körzet parancsnokának arról, hogy a kikötő védelmi körzetében megsemmisített egy tengeralattjárót. A rutinszerű rejtjelezési folyamat során átformálták a szöveget olyan módon, hogy az illetéktelen kézbe kerülve ne tegye lehetővé az alkalmazott kód feltörését. A rutinszerű folyamat elhúzódása miatt az üzenet 07:15-kor jutott el a szolgálatban lévő tisztekhez, és innen Kimmel tengernagy felé továbbították. Az előző hetek számos tévesnek bizonyult tengeralattjáró-jelentései okán Kimmel tengernagy meg akarta várni a jelentés megerősítését, mielőtt intézkedéseket hozott volna.
07:02-kor az Opanah radarállomás egy 50 vagy még több repülőgépből álló csoportot észlelt 130 mérföld távolságban, mely északi irányból közeledett. Az Opanah radarállomás a hadsereg hat új mobil radarállomásának volt az egyike, melyeket nem egészen egy hónappal korábban állítottak szolgálatba Oahun. Ezek az SCR-270-es típushoz tartoztak, és az SCR-268-as készülékek megnövelt hatósugarú variánsai voltak. Rövid megbeszélés után hívták a Fort Shafter információs központot, és jelentették a közeledő repülőgépek helyzetét, de azok számáról nem tettek említést. A jelentést egy olyan hadnagy kapta kézhez, aki még csak második alkalommal volt szolgálatban az információs központban, és nem kérdezett ennek a részletnek utána. Arról tudomása volt, hogy egy csoport négymotoros B-17 Flying Fortress („repülő erőd”) érkezését várták aznapra, és úgy vélte, ezeket észlelték a radarok. Mivel ezt a bizalmas információt nem oszthatta meg a radarkezelőkkel, azt válaszolta nekik, hogy befejezhetik az aznapi szolgálatukat (ami hivatalosan csak 07:00-ig tartott), és a repülőgépek miatt nem kell aggódniuk. („Don’t worry about it.“).

### Az első támadás
Az első japán támadóhullám ellenállásba való ütközés nélkül érte el Pearl Harbort. Út közben a japánok több amerikai gépet is lelőttek. Legalább az egyik amerikai repülőgépnek sikerült rádióüzenetet küldenie, aminek a tartalma azonban nehezen volt érthető. 07:49-kor a támadóhullám parancsnoka, Fucsida Micuo sorhajókapitány parancsot adott a támadás teljes meglepetés szerinti kivitelezésére, aminek során elsőként a torpedóbombázók mértek csapást. A rádiósa háromszor egymás után leadta az ennek megfelelő jelszót – to ra, to ra, to ra -, amiben a to a tocugeki (támadás) és a ra a raigeki (villám/meglepetésszerű támadás) szavakra utalt. Ezt a jelzést a repülőgép-hordozó kötelék is fogta, így a flottánál tudomást szereztek arról, hogy sikerül a meglepetés elérése. Az amerikai rádiósok is fogták ezeket a jeleket, amit a japán tora (tigris) szónak véltek, és ebben a formában vált ismertté.
A kikötő elleni támadás 07:55-kor vette kezdetét a Ford-sziget bombázásával. Három perccel később az ottani rádióállomás a többi állomásnak a következő figyelmeztetést adta le: „Légitámadás Pearl Harbor ellen. Ez nem hadgyakorlat.” Az üzenetet Washingtonban is fogták, és már pár perccel a támadás megkezdése után Frank Knox haditengerészeti miniszter tudomására hozták, aki csakúgy, mint a többi vezető, szintén a Fülöp-szigetek ellen várt támadásra fókuszált, és ezért először nem akarta elhinni a hírt, amit ezekkel a szavakkal kommentált: „Ez nem lehet igaz, ez a Fülöp-szigetekre kell vonatkozzon.” (My God! This can’t be true, this must mean the Philippines.).
A japán haderőnek eleinte nehézséget okozott a támadó formáció felvétele. Egy jelzőrakétával kellett a pilótáknak jelezni, hogy még mindig nem fedezték fel őket, ezt a rakétát azonban sokan nem vették észre, és a káoszban az összes bombázó egyszerre lendült támadásba. Az összesen 40 japán torpedóbombázóból 24 intézett támadást a Ford-sziget keleti oldalán horgonyzó csatahajók ellen. A Nevadának sikerült  két támadó repülőgépet lelőnie, még mielőtt egy torpedó és két bomba eltalálta volna. A California két torpedó- és két bombatalálatot szenvedett el. Az egyik bomba a légvédelmi lövedékek egyik lőszerraktárát robbantotta fel. Mivel nem volt az összes vízzáró fal biztosítva, súlyos vízbetörések jelentkeztek, amiken a legénység nem tudott úrrá lenni, és emiatt a hajót végül fel kellett adni. Az Oklahomán az első támadó gépek három torpedótalálatot értek el, ami után a hajó kezdett átfordulni. Még az átfordulása közben legalább két újabb torpedó találta el az oldalát és a felépítményeit. Több mint 400 tengerész rekedt a hajótestbe, közülük 32-t sikerült a következő napokban kimenteni a roncsból. A West Virginia legalább hat torpedótalálatot kapott, de a gyors ellenárasztással sikerült megakadályozni az átfordulását, és így a gerincére fektetve süllyedt el. Emellett két bomba is eltalálta, melyek tüzet okoztak a hátsó fedélzetén. Az egyik bombatalálat repeszei a mellette álló Tennessee csatahajó parancsnokát, Mervyn Sharp Bennion sorhajókapitányt halálosan megsebesítették. Az Arizonát feltételezhetően egy torpedó találta el, mely előbb a mellette álló Vestal műhelyhajó alatt futott el, majd 08:10-kor egy páncéltörő bomba csapódott be az első két lövegtornya közé. A bomba láncreakciót okozott, ami az elülső fő lőszerraktárak több mint 450 tonnányi lőporának berobbanásához vezetett. A hatalmas robbanás 5-6 méterrel megemelte a csatahajót, amitől az két darabra tört. A hajó eleje gyakorlatilag teljesen megsemmisült, a kiömlött és a vízfelszínt beborító olaj pedig lángra kapott. Az 1400 fős legénység 1177 tagja veszett oda az Arizonán, ami az élőerőben elszenvedett összveszteség mintegy felét tette ki amerikai oldalon. A halottai között volt a parancsnoka, Franklin Van Valkenburgh és Isaac C. Kidd ellentengernagy is. Az Arizona a támadás után még két napig állt lángokban. A Battleship Row belső oldalán horgonyzó Maryland és Tennessee csatahajókat csak kisebb sérülések érték. Torpedókkal nem lehetett eltalálni őket, mivel az egyik oldalról a Ford-sziget, másik oldalról az Oklahoma és a West Virginia csatahajók oltalmazták őket. Mindkét hajót két-két bombatalálat érte, a Tennessee két nagy lövegtornya vált használhatatlanná ennek következtében. Az Arizona felrobbanása után keletkezett sűrű füstfelhő megnehezítette a japán bombázóknak e két csatahajó célbavételét. Az elsüllyedt hajók által beszorított Tennessee károkat szenvedett el a forróságtól a tatján, mivel két napon át nyaldosták az Arizona kiömlött üzemanyagának lángjai.
Ezzel egy időben a maradék 16 torpedóbombázó a Ford-sziget északnyugati oldalát vette támadás alá, ahol a repülőgép-hordozók horgonyzóhelye is volt. Itt ekkor azonban csak a Detroit és Raleigh cirkálók, a vízirepülőgépek ellátóhajója, a Tangier, valamint a légvédelmi tüzérek iskolahajójának átépített Utah csatahajó tartózkodott. Mivel a parancsuk úgy szólt, hogy csak csatahajók vagy repülőgép-hordozók ellen intézzenek támadást, a legtöbbjük ezek hiányát észlelve rárepüléskor elkanyarodott, de némelyikük végrehajtotta a támadást. Ennek talán az lehetett az oka, hogy a Utah-t egy újabb építésű csatahajónak vélték, melyet semlegesíteni kellett. A Utah két torpedótalálatot szenvedett, és tíz perc alatt elsüllyedt. A Raleigh cirkálót egy torpedó találta el, de sikerült a víz felett tartani. A többi torpedóbombázó átrepült a Ford-sziget felett, és a csatahajókat vették szintén támadás alá, leszámítva egy gépet, mely a torpedóját a Helena cirkálóra oldotta ki. A torpedó a cirkáló mellett álló Oglala aknarakó alatt elhaladva csapódott be a cirkáló közepébe, és a találat elárasztotta az egyik géptermét. A robbanás olyan súlyos károkat okozott az Oglalában, hogy két órával később átfordult és elsüllyedt.
A torpedóbombázók támadásával egy időben zuhanóbombázók és vadászgépek intéztek támadást Ewa, Hickam Field, Wheeler Field, a Ford-sziget és Kāneʻohe repterei ellen. Főként a hadsereghez tartozó Hickam és Wheeler katonai reptereken nyújtottak az egymás mellett felsorakoztatott repülőgépek könnyű célpontot, de a többi reptéren is nagyok voltak a károk. A Bellows Field mellett, melyet csak egyetlen vadászgép géppuskázott, egyedül a Haleʻiwa repteret kímélték meg a japánok. A repülőgépek nagy része a földön megsemmisült vagy megrongálódott. Csak néhány P–36 Hawk és P–40 Warhawk típusú vadászgépnek sikerült elstartolnia. Amerikai részről a legsikeresebb pilóták Kenneth M. Taylor és George Welch voltak, akik a támadás alatt kétszer is leszálltak, hogy lőszert vegyenek fel, és együtt hat japán gépet lőttek le. A támadás alatt érkeztek be a várt B–17-es bombázók, de ezek nem rendelkeztek fedélzeti fegyverekkel, és a hosszú út végére üzemanyaguk sem maradt már, így kénytelenek voltak a támadás alatt megpróbálkozni a landolással valahol. Ez mind a tizenegy gépnek sikerült is a japán vadászgépek támadása ellenére, közülük az egyik egy golfpályán szállt le. Kevésbé voltak szerencsések az Enterprise repülőgép-hordozóról beérkező gépek. Ezeket nemcsak a japán vadászgépek támadták, hanem az amerikai légvédelem is tűz alá vette. A 18 bombázóból 6 veszett oda.
Miután az első támadóhullám utolsó japán gépei is elrepültek, egy rövid szünet állt be. Több amerikai hajó is kifutott a kikötőből, hogy a nyílt vizek relatív védelmében legyen. Többségükön nem volt meg a teljes legénység. A Blue romboló például négy tengerészzászlós (ensign) vezetésével futott ki, főtisztjei nélkül. A kikötő kijárata felé tartó St. Louis cirkálóról többen látták, hogy hirtelen két torpedó is a hajójuk felé tart, de ezek nem érték el, mert egy víz alatti akadálynak ütközve túl korán robbantak. Ezeket az egyik kis méretű japán tengeralattjáró lőhette ki. A Helm romboló észlelte az egyik japán tengeralattjárót a kijáratnál. Az ellene indított támadása eredménytelen maradt, de a tengeralattjáró ráfutott egy sziklazátonyra. A kéttagú legénységének egyik tagja vízbe fulladt, a másikuk, Szakamaki Kazuo hadnagy az első japán hadifogoly lett a háborúban. A Monaghan romboló is észlelt a kifutása közben egy tengeralattjárót a kikötő belsejében, amit vízibombákkal elsüllyesztett. A csatahajók közül a Nevada volt az egyetlen, mely el tudott távolodni a horgonyzóhelyétől, mivel a másik két úszóképes csatahajó, a Maryland és a Tennessee útját elállta az elsüllyedt Oklahoma és West Virginia.

### A második támadóhullám

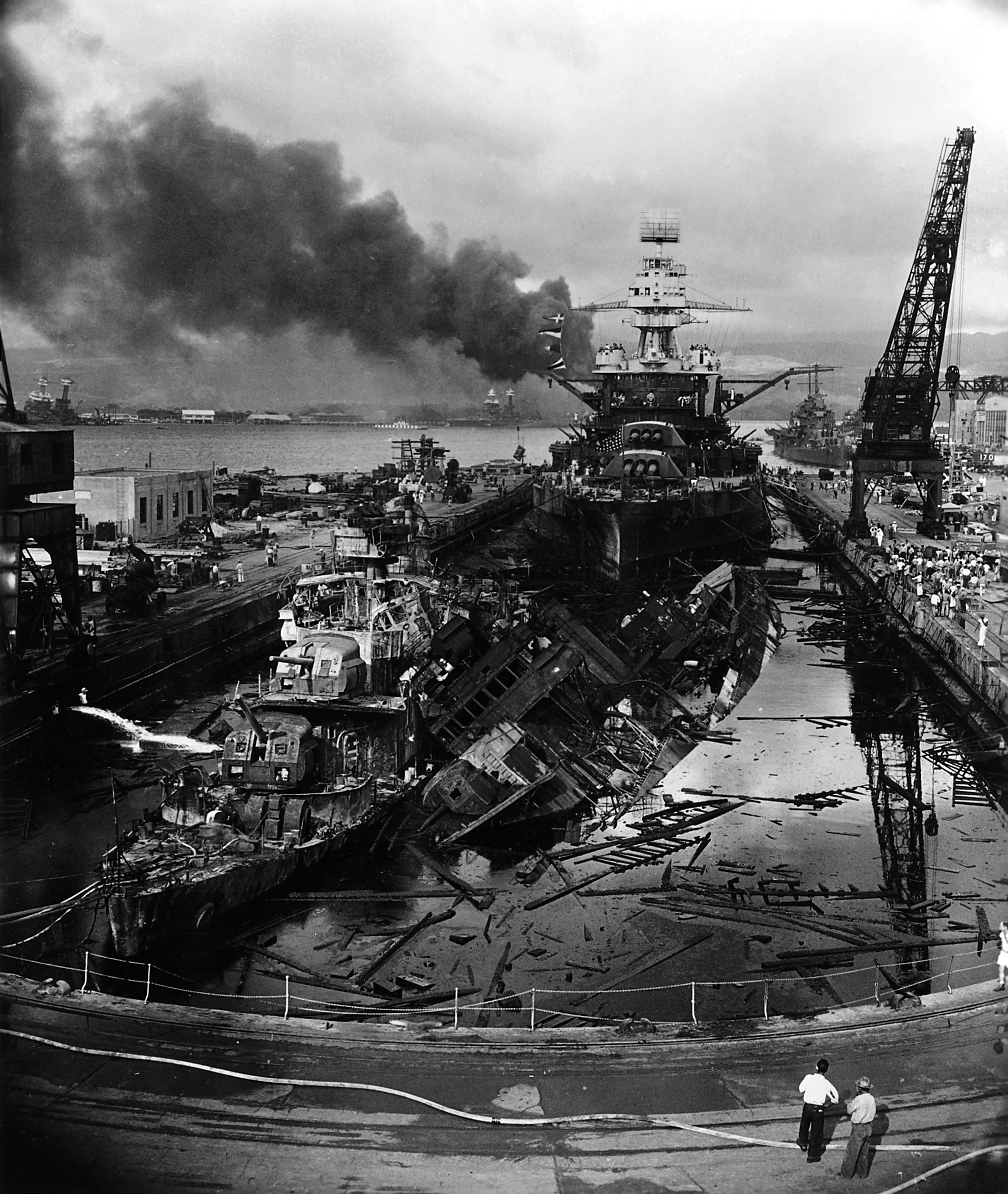
A Cassin és a Downes rombolók roncsa a Pennsylvania csatahajó előtt

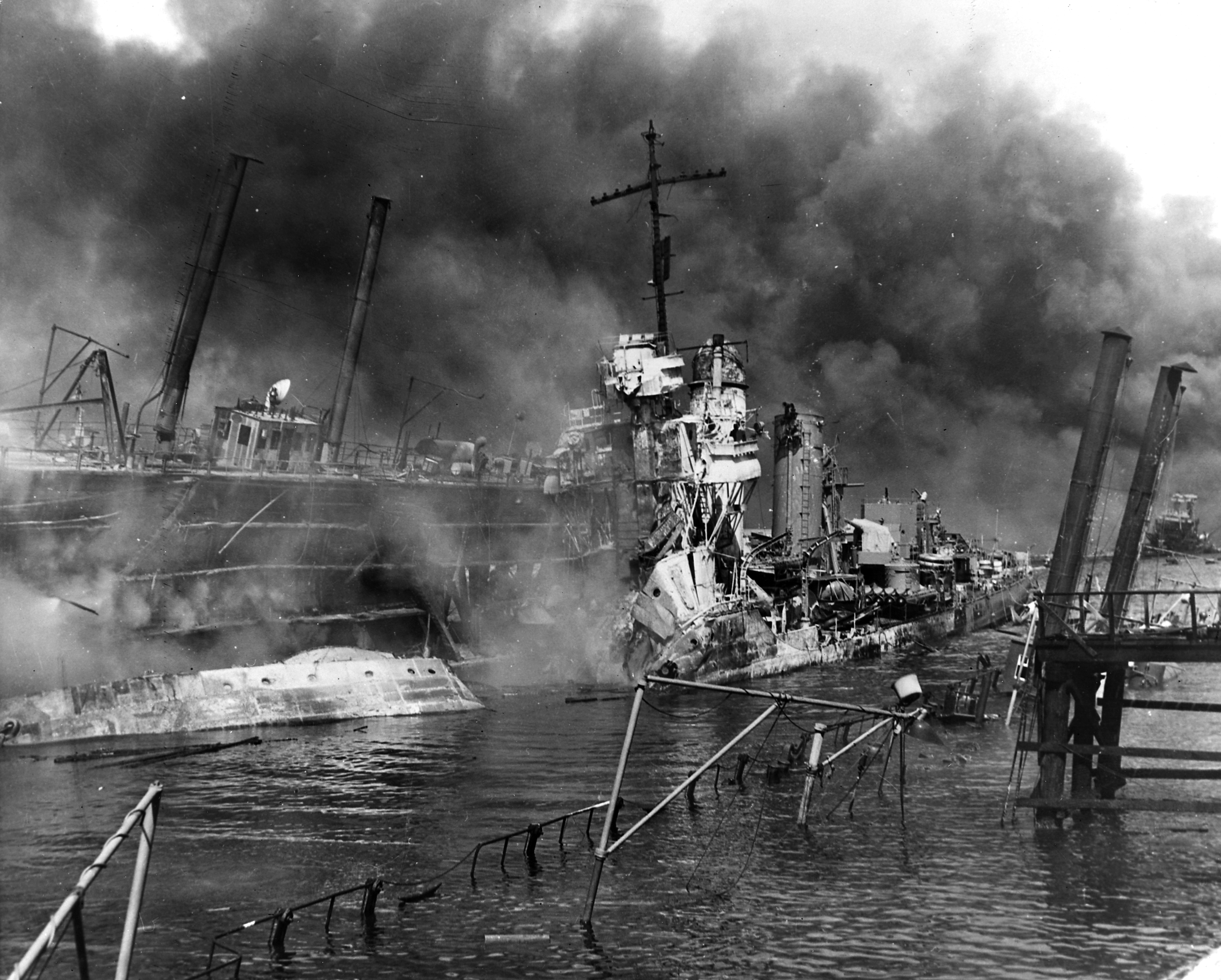
A Shaw romboló roncsa az YFD-2 úszódokkban

A Nevada még nem hagyta el a kikötőt, mikor 08:50-kor a zuhanó- és horizontális bombázókból álló második támadóhullám megérkezett. 23 bombázó a Nevadát vette célba abban a reményben, hogy a csatahajót a szűk csatornán el tudják süllyeszteni, és ezzel el tudják torlaszolni a kikötőt. Legalább öt közvetlen találatot értek el, melyek közül kettő lyukat ütött a hajótesten. Mikor nyilvánvalóvá vált, hogy a Nevada nem fog tudni kijutni a csatornán, a parancsnokló tisztjei partra futtatták a Hospital Pointként ismert helynél.
A Pennsylvania csatahajó a támadás idején szárazdokkban állt a Cassin és a Downes rombolókkal együtt, melyek a csatahajó előtt foglaltak helyet egymás mellett állva. Az első japán támadás teljesen figyelmen kívül hagyta a Pennsylvaniát, csak a második hullám gépei vették észre és bombázták. Ennek során azonban csak egyetlenegy találatot értek el rajta, amivel pár középen elhelyezett kisebb lövegét iktatták ki, de ezenkívül csak kisebb károkat okoztak benne. A két rombolót azonban több a csatahajónak szánt bomba is eltalálta, melyek kilyuggatták a hajótestüket, és a kifolyó üzemanyagukat lángra lobbantotta. A keletkező tüzek és a felrobbanó lőszerkészletek súlyos károkat okoztak a rombolókban, a hajótestüket lényegében teljesen tönkretették a strukturális sérülések. A Pennsylvania orrán is keletkezett némi felületi sérülés a tűzben. A támadás ideje alatt a dokkot félig elárasztották, hogy amennyiben a dokk külső kapuját rongálódás érné, a dokkba betóduló víztömeg ne tudjon kárt tenni. A Cassin az elárasztáskor a vízszintemelkedéssel megemelkedett, és rádőlt a Downes oldalára. Az egy közeli úszódokkban álló Shaw romboló elejét három találat érte. Az ezektől felcsapó lángokat nem tudták megfékezni, és fél órával később az elülső lőszerraktárai a levegőbe repültek. A robbanástól az úszódokk elsüllyedt, ezenfelül a Shaw elveszítette a teljes orr-részét, melynek darabjai egészen 800 méter távolságig is elrepültek.
A második hullám többi bombázója egyenként intézett támadást a különböző hajók ellen a kikötőben, eközben kapott a Raleigh és a Curtiss egy-egy bombatalálatot. A reptereket is újra bombázták. Az utolsó japán gépek 09:45-kor hagyták el a helyszínt és tértek vissza a hordozóikra. Az utolsóként leszálló repülőgépek egyike Fucsida hadnagyé volt 13:00-kor, aki az egész támadás ideje alatt Pearl Harbor felett volt, hogy megfigyelje a keletkezett károkat. Miután Nagumo tengernagy meghallgatta a beszámolóját, 13:30-kor a hazatérés mellett döntött, és nem hajtott végre újabb támadást egy harmadik hullám útnak indításával.
A támadás után elstartoló amerikai felderítőgépek északi irányban kutattak a japán flotta után, de megtalálni nem tudták, mivel jóval északabbra helyezkedett, mint azt az amerikaiak gondolták. Az amerikaiak a sikertelen felderítés miatt úgy vélték, hogy a japán gépek északi irányból való közeledése és távozása csel volt csupán, és a hadihajóflottájuk valójában nyugatra vagy délre lehet Hawaiitól.
A helyzet hibás megítélésének az oka a japánok repülőgép-hordozókról indított repülőgépeinek ekkor még ismeretlen hatótávolsága volt, melyek e téren messze felülmúlták az amerikai ellenlábasaikat. Míg a japánok Kate, Val és Zero típusú gépeinek hatótávolsága meghaladta az 1500 km-t, addig az amerikai SBD Dauntless zuhanóbombázó hatótávolsága 1200 km, a TBD Devastator torpedóbombázóé egy torpedóval felszerelve  csak 700 km volt (egy 453 kg-os bombával 1150 km). Ugyanakkor a japán repülőgép-hordozók és Pearl Harbor közötti oda-vissza út önmagában is 800 km volt. Ezenfelül a felszálló repülőgépek először köröket leírva repültek, hogy bevárhassák a később startolt gépeket és formációba rendeződhessenek. A visszatéréskor is plusz üzemanyagot emésztettek fel, mivel egyszerre mindig csak egy repülőgép landolhatott a fedélzeten, a többieknek pedig ki kellett várniuk a sorukat. A későbbi midwayi csata során az amerikai repülőgép-hordozók csak akkor indították útnak a gépeiket, miután már 200 km-re megközelítették a célpontot. Az amerikaiak számára elképzelhetetlen volt, hogy a japánok kétszer ekkora távolságból indultak volna el, és ezért a felderítőik a japán kötelék után kutatva túl hamar letértek az északi irányról. A japán gépek hatótávolságának pontatlan becslése az Egyesült Államokat és szövetségeseit a következő hónapok során rendre arra a hibás feltételezésre vezette, hogy japán repülőgép-hordozóknak kell a közelben tartózkodniuk, mikor ilyen típusú repülőgépek bukkantak fel olyan helyeken, ami a parancsnokaik szilárd meggyőződése szerint a Japán birtokolta szárazföldi repterekről nem lett volna már elérhető.

## Nagumo döntése a visszavonulás mellett

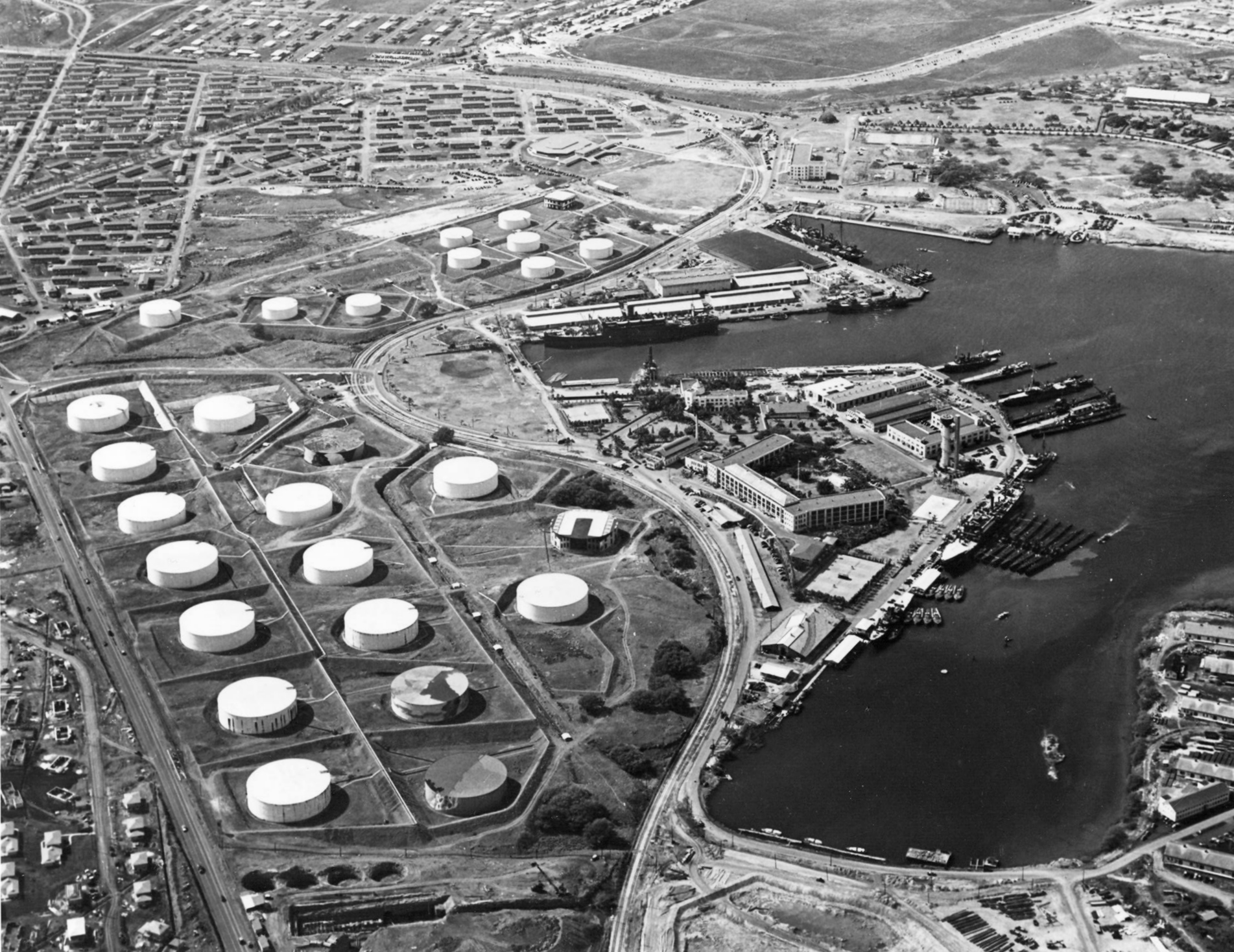
A tengeralattjáró-támaszpont
és a mellette lévő olajtárolók

Az eredeti tervek szerint az első két támadóhullámot legalább még egy harmadik követte volna, melynek célja a hajógyári létesítmények és az üzemanyagtárolók elpusztítása lett volna. Ezen létesítmények és készletek elvesztése erősen korlátozta volna az amerikai haderő csendes-óceáni tevékenységének lehetőségeit. A háború lefolyását vizsgáló számos történész véleménye szerint jóval nagyobb hatással lett volna Pearl Harbor flottatámaszpontként való kiiktatása, mint a csatahajóflottára mért csapás. Nagumo tengernagy azonban úgy döntött, hogy a harmadik támadóhullámot nem indítja útnak, hanem a visszavonul, mihelyst a támadó kötelékek visszatérnek. A döntését a következőkre alapozta:
- Az első és második támadóhullámtól beérkező jelentések alapján nem maradt kétség afelől, hogy a Pearl Harborban lévő csatahajókat végzetes találat érte. Ezen hajók nélkül az amerikai flotta még az Atlanti-óceánról áthelyezett jelentős erősítés esetén sem lenne abban a helyzetben, hogy az ezzel egy időben Délkelet-Ázsiában megindított japán offenzívát komoly mértékben hátráltatni tudja. A támadás fő stratégiai célja ezzel el lett érve.
- Egy harmadik hullám felkészítése a támadáshoz jelentős időt vett volna igénybe. Az első hullám gépeit a visszaérkezésük után azonnal a fedélzet alatt (a hangárfedélzeten) helyezték el, mivel szabaddá kellett tenni azt a második hullám érkező gépei számára. A bombákkal és üzemanyaggal való feltöltés is időt igényelt, majd a gépeket ismét fel kellett volna vinni a liftekkel a fedélzetre, miközben a második hullám gépeit pedig a hangárfedélzetre kellett volna levinni. Ez a komplex és időrabló művelet azt eredményezte volna, hogy a harmadik hullám nem érhetett volna vissza a sötétség beállta előtt. 1941-ben a repülőgép-hordozókon való éjszakai leszállások még nem voltak a bevett gyakorlat részei, még nem volt meg a biztos eljárás a sötétben való landoláshoz, és a repülőgép-hordozók repülőgépei sem voltak alkalmasak az éjszakai repülésre. Az éjszakai leszállás nagy valószínűséggel sok tapasztalt pilóta elvesztésével járt volna, akiket Japán nem tudott nélkülözni. Ezenfelül a repülőgépek újrafelfegyverzése alatt a hajók rendkívül sebezhetőek lettek volna. Hat hónappal később az Akagi, a Szórjú, a Hirjú és a Kaga repülőgéphordozók a midwayi csata során egy viszonylag gyenge támadásban semmisültek meg, mely véletlenszerűen a repülőgépek indítására való felkészülés közben érte őket.
- A második hullám veszteségei kétszer olyan magasak voltak, mint az első hullámé, mivel nem élvezte már a meglepetés előnyét. Egy újabb támadás a többórás szünet miatt már egy teljesen felkészült ellenséget ért volna, és még nagyobb veszteségekkel járt volna.
- Ameddig a repülőgépek úton voltak, Nagumónak a helyén kellett maradnia, hogy a repülőgépek visszataláljanak hozzá. Ez azonban az amerikaiak számára lehetőséget biztosított volna az esetlegesen megmaradt bombázóikkal és tengeralattjárókkal végrehajtott ellentámadásra. Habár a japán repülőgépek megtévesztésként a szigetet különböző irányokból közelítették meg, számolnia kellett azzal Nagumónak, hogy az amerikaiak felfedezik, a gépek ténylegesen melyik irányból érkeztek és melyik irányba távoztak.
- A repülőgép-hordozókra szükség volt a délkelet-ázsiai offenzíva során. Számos célpont Indonéziában és Új-Guineában a szárazföldi telepítésű repülőgépek hatósugarán kívül feküdt, és Nagumo emiatt sem tehette ki a hajóit és a repülőgépeiket nagy kockázatnak, ha ennek nem volt kényszerítő oka. A Pearl Harbor-i támaszpont kiiktatása a meglátása szerint nem volt ilyen.
- Az amerikai repülőgép-hordozók nem tartózkodtak Pearl Harborban, és ezért fennállt annak a veszélye, hogy hirtelen összefutnak a japán flottával. Amennyiben ekkor a japán repülőgépek Pearl Harbor felett tartózkodtak volna, úgy a japán repülőgép-hordozók lényegében védtelenül ki lettek volna szolgáltatva az amerikai repülőgépek támadásának.

Több törzstisztje és az első támadóhullám ezredparancsnokai sürgették Nagumót, hogy indítsa útnak mégis a harmadik hullámot, de nem tudták erre rávenni.

## Mérleg

### Veszteségek

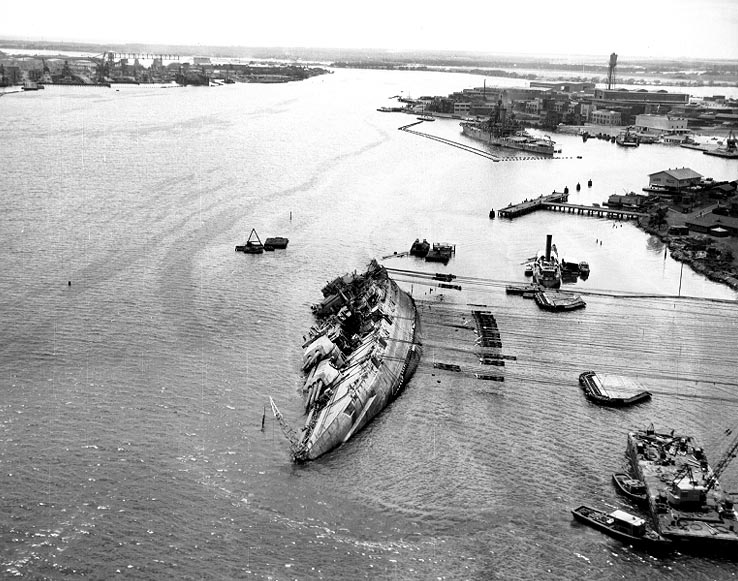
Az Oklahoma csatahajót felállítják
(1943 márciusa)

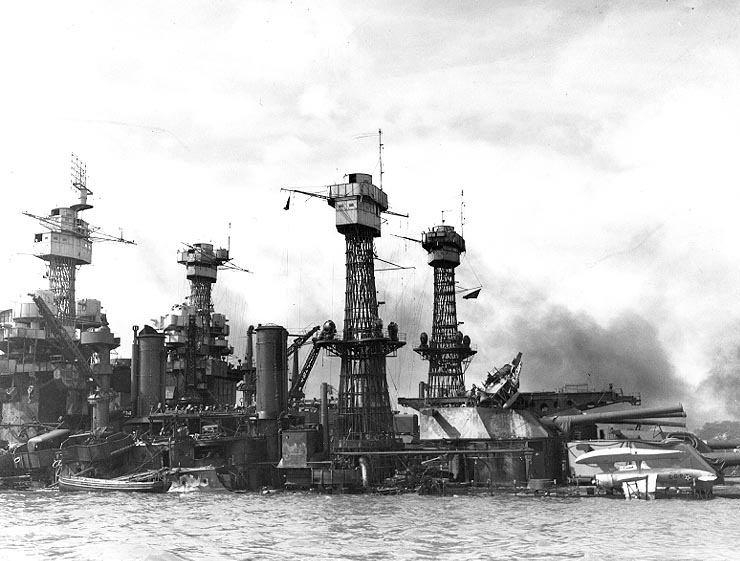
A súlyosan sérült és megfeneklett West Virginia (elöl) és Tennessee csatahajók

A támadás közvetlen eredményeit ellentmondásosan ítélik meg. Ez amiatt van, mert a kisebb hajókat gyakran nem említik, avagy nincs egyetértés a megrongálódott vagy elpusztított hajók számontartásában (azaz abban, hogy egyes hajókat megrongáltként vagy megsemmisítettként tartsanak-e számon). A halottak és sebesültek számát részben el szokták különíteni aszerint, hogy a haditengerészet vagy a katonaság kötelékében szolgáltak, illetve civilek voltak-e. Egyes kimutatásokban a polgári áldozatokról nem tesznek külön említést. Az alábbi veszteséglista is csak közelítő értékeket ad meg arról, hogy mekkora volt a pusztítás, és mennyi áldozata volt a Pearl Harbor elleni japán támadásnak.

#### Az amerikai veszteség
- 2403 halott
- 1178 sebesült
- 18 hajó süllyedt el vagy rongálódott meg súlyosan
- 9 hajó rongálódott meg könnyebben
- 188 repülőgép semmisült meg
- 159 repülőgép rongálódott meg

A három elsüllyedt csatahajót (Arizona, Oklahoma, Utah) leszámítva az összes többi elsüllyedt hajót kiemelték, és a megrongáltakat is mind kijavították, így részt vehettek a háború további küzdelmeiben. A Mississippi mellett öt, a Pearl Harbor elleni támadás során elsüllyesztett vagy megrongált csatahajó vett részt 1944-ben a Surigao-szorosban vívott tengeri csatában. A csatahajók közötti ezen utolsó ütközetben, melyet az első világháború idejéből származó csatahajók – és nem a modern Iowa- és Jamato-osztály egységei – vívtak meg egymással, az amerikaiak két japán csatahajót, a Jamasirót és a Fuszót elsüllyesztették. A Nevada 1944-ben részt vett a normandiai partraszállás hadműveleteiben.
Az Egyesült Államok számára az emberveszteség volt a legérzékenyebb. A 2403 halottból 2008 szolgált a haditengerészetnél, 109 a tengerészgyalogságnál, 218 a szárazföldi hadseregnél és 78 volt polgári áldozat. Ezen felül 1178 volt a sebesültek száma. A lőszerraktárának felrobbanása következtében csaknem teljesen elpusztult Arizona ma emlékműként szolgál. A légvédelmi kiképzőhajóvá átalakított Utah csatahajó roncsát olyan helyre vontatták, ahol nincs útban a hajóforgalomnak. Utolsóként a felborult Oklahoma csatahajót emelték ki, de a súlyos szerkezeti károsodásait ekkor már nem volt érdemes kijavítani.

#### Az amerikai kitüntetettek[m 2]
Az Egyesült Államok fegyveres erőinek legmagasabb bátorságért kiadható kitüntetésében, a Becsület Érdeméremben (Medal of Honor) 15 fő részesült, közülük 10 fő esett el a támadás alatt.
- Mervyn Sharp Bennion sorhajókapitány, a West Virginia parancsnoka, (posztumusz)
- John William Finn hadnagy, a Kāneʻohe-öbölben lévő haditengerészeti légibázis helyreállító részlegének tagja
- Francis Charles Flaherty tengerészzászlós (ensign), az Oklahoma csatahajó legénységének tagja (posztumusz)
- Samuel Glenn Fuqua korvettkapitány (lieutenant commander), az Arizona csatahajó fedélzetéről
- Edwin Joseph Hill fedélzetmester (chief boatswain), a Nevada csatahajó fedélzetéről (posztumusz)
- Herbert Charpiot Jones tengerészzászlós, a California csatahajó legénységének tagja (posztumusz)
- Isaac Campbell Kidd ellentengernagy, az 1. csatahajódivízió parancsnoka (posztumusz)
- Jackson Charles Pharris korvettkapitány, a California csatahajó fedélzetéről
- Thomas James Reeves rádiós (chief radioman), a California fedélzetéről (posztumusz)
- Donald Kirby Ross kapitány, a Nevada csatahajó fedélzetéről
- Robert Raymond Scott gépész (machinist’s mate first class), a California csatahajó fedélzetéről (posztumusz)
- Petar Herceg Tomich fűtő (chief watertender), a Utah csatahajó fedélzetéről (posztumusz)
- Franklin Van Valkenburgh sorhajókapitány, az Arizona csatahajó parancsnoka (posztumusz)
- James Richard Ward matróz (seaman first class), az Oklahoma legénységének tagja (posztumusz)
- Cassin Young kapitány, a Vestal műhelyhajó parancsnoka

#### A japán veszteségek

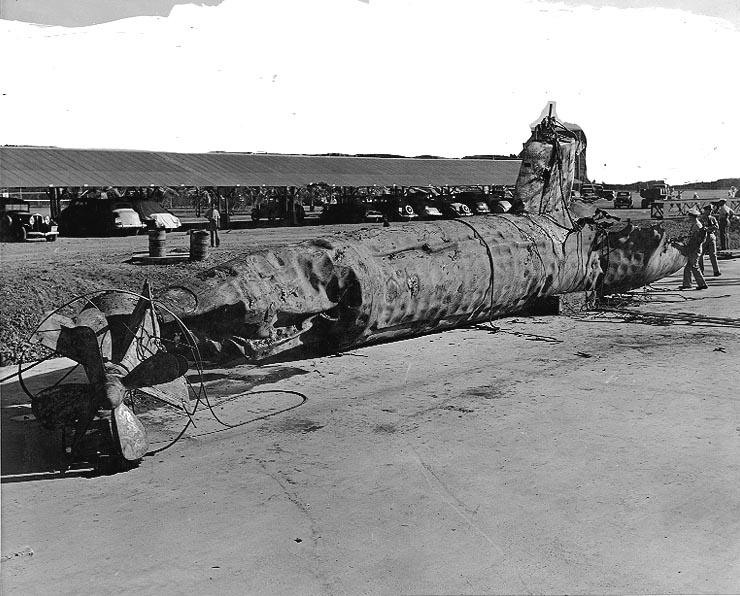
Az egyik japán tengeralattjáró roncsa

- 65 halott (repülőgépek és tengeralattjárók személyzetéből)
- 29 repülőgép
- 5 kisméretű tengeralattjáró
- 1 hadifogoly (Szakamaki Kazuo tengeralattjáró-parancsnok)

A mindössze 29 repülőgép elvesztése még a légicsapás tervezőinek legoptimistább kalkulációit is felülmúlta, mivel ennél jóval magasabb veszteségekkel számoltak. A mérsékelt veszteségek oka az volt egyrészt, hogy a támadást sikerült meglepetésszerűen végrehajtani, másrészt az amerikai haderő harckészültsége alacsony volt.

### Stratégiai kihatások

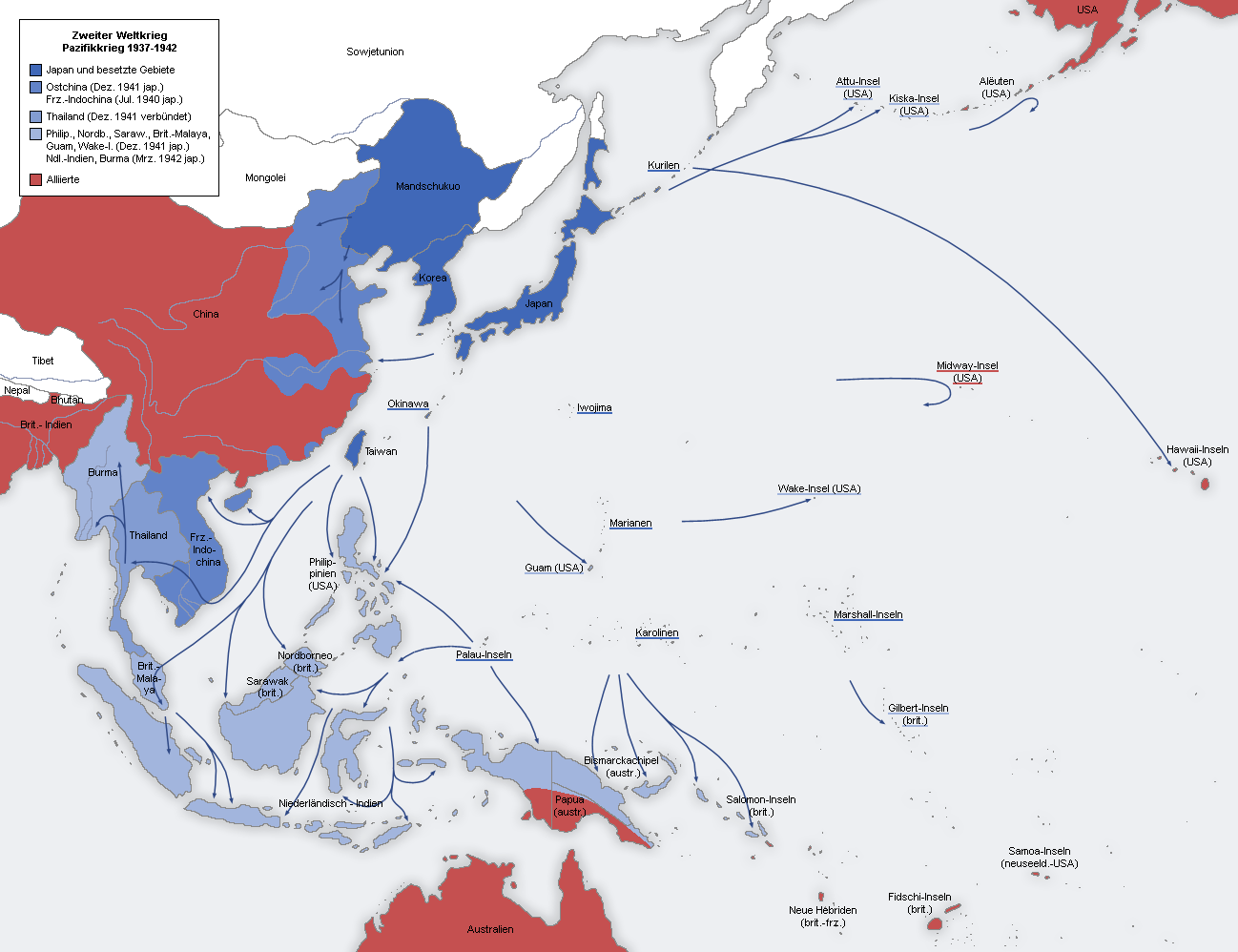
A japán hódítások 1937 és 1942 márciusa között

A Pearl Harbor ellen intézett támadással egy időben kezdte meg Japán a csendes-óceáni offenzíváját, melynek első lépéseként csapataik bevonultak Thaiföldre, és partra szálltak a Fülöp-szigeteken. December 10-én reggel (három nappal Pearl Harbor után) japán bombázók elsüllyesztették a brit Prince of Wales csatahajót és a Repulse csatacirkálót. Ez volt az első alkalom, hogy nyílt vizeken, teljes harckészültségben lévő csatahajókat süllyesztettek el repülőgépek. E két gyors és modern hadihajó elsüllyesztése pusztán a repülőgépek által vetett véget a csatahajók dominanciájának a tengeri hadviselésben.
Az Egyesült Államok Csendes-óceáni Flottájának egyetlen bevethető csatahajója maradt a támadás után, a Pearl Harbortól távol lévő Colorado, amivel nem jelentettek veszélyt a japánokra, így azok a teljes flottájukat Délkelet-Ázsiában vethették be. A jelentős tengeri és légi fölényüknek köszönhetően a japánok korlátlan kezdeményezési lehetőségekhez jutottak, így az ABDA-haderők (közös parancsnokság alá vont amerikai, brit, holland, ausztrál haderők) számban hasonló méretű szárazföldi csapatainak ellenállását három hónap alatt teljesen megtörték. (Mindkét oldal nagyjából 11 hadosztálynak megfelelő erővel rendelkezett.)
Az amerikaiak Csendes-óceáni Flottája a támadás után csak védekező hadműveletekre volt képes. Támadó hadműveletekre hosszú ideig nem kerülhetett még sor, mivel a japán flotta minden tekintetben fölényben volt. Habár sikerült a könnyebben sérült Maryland, Tennessee és Pennsylvania csatahajókat három hónapnyi, éjjel-nappal tartó megfeszített munkával rendbehozni, így a Coloradóval és az Atlanti-óceánról átvezényelt Idaho, Mississippi és New Mexico csatahajókkal ismét hét csatahajó állt rendelkezésre, azonban időközben japán részről szolgálatba állították a Jamatót, így az amerikaiak csatahajóflottája továbbra is jelentősen hátrányban volt.
A repülőgép-hordozók terén az erőviszonyok még ennél is aránytalanabbak voltak. Habár az amerikaiak nem veszítettek el egyet sem belőlük, és a Yorktown és a  Hornet révén erősítéseket is kapott a Csendes-óceáni Flottájuk, ezzel együtt is hét ilyen egységük állt szemben tizenegy japánnal. A számbeli hátránynál jóval nagyobb súllyal bírt a minőségi hátrány ezen rendkívüli fontosságú fegyvernem esetében. A japánok jelentős tapasztalatokkal rendelkeztek a velük végrehajtott hadműveletek révén, a legénységeik összeszokottak voltak, és a pilótáik az utóbbi négy évben nagy harci tapasztalatot szereztek a Kína felett vívott harcokban. Amerikai részről számos hadgyakorlatot hajtottak végre repülőgép-hordozók bevonásával, például a háború előtt gyakorolták és elemezték a Panama-csatorna ellen intézhető támadási lehetőségeket, így a felhasználási módozataik az ő számukra sem volt újdonság. Mivel azonban időközben új típusú repülőgépekkel szerelték fel őket, kezdetben problémák léptek fel a koordinációval és a fedélzeten folyó munkálatok során. Például hat hónappal később a midwayi csatában, amikor az Enterprise és a Hornet egyszerre akarták útnak indítani a repülőgépeiket egy támadás végrehajtásához, az első hullám elstartolása után túl sokáig tartott a második startra késszé tétele. Emiatt a közösen kivitelezett támadás tervét is fel kellett adni, és a már útnak indult gépeknek egyedül kellett végrehajtaniuk azt, miközben a várakozással már túl sok üzemanyagot felhasználtak. Ennek az lett a következménye, hogy a vadászfedezet nélkül támadó kötelékek súlyos veszteségeket szenvedtek. Súlyosabb volt ennél a hiányos technikai felszereltség, kiváltképp a vadászgépek és a torpedók esetében. A Grumman F4F Wildcat a Mitsubishi A6M Zeróval szemben manőverezhetőség, emelkedőképesség és sebesség terén jócskán alulmaradt, és egészen 1943 közepéig eltartott, mire a jobb minőséget képviselő Grumman F6F Hellcat és Vought F4U Corsair típusú gépek rendelkezésre álltak. Ezek megjelenéséig a John Thach által kifejlesztett légiharc-taktika alkalmazásával az amerikai pilóták a régebbi típusú gépekkel is a siker reményében szállhattak szembe a japánokkal. A Douglas TBD torpedóbombázók ugyanakkor reménytelenül elavultakká váltak. Habár Midway után a Grumman TBF váltotta őket, de a torpedók továbbra is lassúak voltak, és csak ritkán működtek rendesen. Spórolási okokból a háború előtt csak kevés tesztelést végeztek, így 1943-ig nem állt hatékony torpedó az amerikaiak rendelkezésére. A japán 93-as típusjelzésű (Long-Lance) típusú torpedók színvonalát az amerikaiak soha nem érték el.
Mivel a felszíni flotta belátható időn belül nem kerülhetett abba a helyzetbe, hogy offenzíven lépjen fel addig, míg új építésű hajók be nem érkeznek, a tengeralattjárók maradtak az egyetlen olyan fegyverek, melyekkel támadólag lehetett fellépni Japán ellen. A Csendes-óceáni Flotta új parancsnokává Chester Nimitzet nevezték ki, egyikét azon kevés tengernagyoknak, akik a tengeralattjáró-fegyvernemtől érkeztek. Ezt követően az amerikai tengeralattjárók a tengeri utánpótlási vonalaira utalt Japán ellen kereskedelmi háborút folytattak, és ez olyan sikeresnek bizonyult, hogy ezt utólag mindkét oldalról a Csendes-óceánon elért amerikai győzelem egyik fő okának tekintik.
A japán főparancsnokság a rajtaütésszerű támadást stratégiai sikernek könyvelte el, mely a legmagasabb elvárásokat is túlszárnyalta. A japán flotta a hatósugarának határán hajtott végre hadműveletet, az ellenséget alig lehetségesnek ítélt mértékben lepte meg, és kiiktatta annak csatahajóflottáját. Tekintettel a mindössze 29 repülőgépet kitevő, váratlanul alacsony saját veszteségekre, az amerikai repülőgép-hordozók hiánya, valamint a dokkok és az olajtárolók megkímélése apró szépséghibának tűnt az amúgy hihetetlenül tökéletesre sikeredett japán győzelem fényében.
Manapság azonban a támadást minden tekintetben stratégiai melléfogásnak tekintik. Az, hogy nem sikerült megsemmisíteni egyetlen repülőgép-hordozót sem, még elnézhető volt, mivel a japán főparancsnokság a távollétüket sem nem láthatta előre, sem reagálni nem tudott rá, mikor a konzulátus december 5-én a Lexington kifutásáról is hírt adott. A támadást csak december 7-én lehetett kivitelezni, mivel Nagumo flottakötelékének nem volt elegendő üzemanyag-tartaléka a halasztáshoz, arról nem is beszélve, hogy ehhez a délkelet-ázsiai offenzívát is el kellett volna halasztani. Nagumo azon döntése, hogy eltekint a támaszpont létesítményei elleni támadás végrehajtásától, nagyon hátrányosnak bizonyult Japán számára. A Csendes-óceán középső részén az egyetlen dokkokkal rendelkező támaszpontjának kiiktatása lett volna kétségkívül a legnagyobb csapás az USA számára. Ennek elmaradása azt mutatja, hogy mind Nagumo, mind a – mellesleg Nagumo döntését a támadás megszakításáról utólag helyesnek megítélő – japán főparancsnokság helytelenül állította fel a prioritásokat.
Az, hogy a Pearl Harbor elleni támadás megszakítása a harmadik támadóhullám mellőzésével mennyire köszönhető a helyzet helytelen felmérésének, részben még ma is viták tárgyát képezi. Helytállónak tűnik az a feltételezés, hogy dokkok és az olajtárolók elpusztítása az Egyesült Államok stratégiai tervezését jelentősen megnehezítette volna, és valószínűleg a nyugati partra való visszavonulásra kényszerítette volna. Ennek ellentmond azonban az, hogy a japán támadó flottának hiányoztak volna a taktikai eszközök egy nagy haditengerészeti támaszpont elleni támadás sikeres végrehajtásához. A repülőgép-hordozók fedélzetén rendelkezésre álló légierő összetételéből adódóan nagy valószínűséggel csak egy zuhanóbombázókkal végrehajtott támadás jöhetett volna szóba, mely gépek a megvalósult két hullám során a legnagyobb veszteségeket szenvedték el. Csak a másodikban 14 zuhanóbombázó veszett oda és 41 sérült meg. Egy harmadik hullám sikeressége az amerikai légvédelem felkészültebbé válása miatt már kérdéses lehetett. Emellett a támadó repülőgépeket már csak 250 kg-os bombákkal lehetett volna felszerelni, ami a légicsapás hatásosságát erősen korlátozta volna. A pár hónappal későbbi midwayi csata tanúsága szerint is egy megerősített és felkészült támaszpont elleni légitámadás súlyos veszteségekkel járhatott a támadó fél részére.
A csatahajók elleni támadást is gyakran kritikával illetik: mivel sekély vízben süllyedtek el, viszonylag könnyen ki lehetett őket emelni és ki lehetett őket javítani. Amennyiben Japán az amerikai Csendes-óceáni Flotta San Diegóból Pearl Harborba való áthelyezése előtti eredeti haditervet követve előbb megvárta volna, amíg a megtámadott Fülöp-szigetek segítségére küldik őket, és ekkor a nyílt tengeren süllyesztik el őket, úgy véglegesen kiiktathatták volna őket. Emellett az elsüllyesztett csatahajók a csekély sebességük miatt nem jöhettek szóba új szerepkörükben a repülőgép-hordozók kísérőiként, és a háború ideje alatt főként csak a partraszálló hadműveletekhez tudtak tüzérségi támogatást nyújtani. A csatahajók nyílt tengeren való elsüllyesztése jóval nagyobb emberveszteséggel is járt volna, amit az amerikaiaknak pótolni kellett volna. Pearl Harbor esetében azonban a támadás után a megtámadott hajók legénységének nagy része harcképes maradt. Ezen megfontolásokhoz járul még az a tény, hogy a régebbi építésű csatahajóinak harcképtelenné válása miatt az Egyesült Államoknak végső soron a repülőgép-hordozók építésére való koncentrálás maradt meg egyetlen lehetőségnek, amivel a japánokkal szembeszállhattak. Ily módon Pearl Harbor elősegítette a haditengerészeti paradigmaváltást. A háború ideje alatt az USA 18 nagyméretű repülőgép-hordozót (flotta-repülőgép-hordozót) és 77 kísérő repülőgép-hordozót állított szolgálatba.
Végezetül ebben az összefüggésben megállapítható, hogy a Pearl Harbor elleni támadás – függetlenül a fontosságának mértékétől – a Japán Császárság számára nem csak egy stratégiai melléfogás volt, hanem lényegében előrevetítette a háború lefolyásának módozatát. Egyes szerzők számára a legnagyobb hiba az volt, hogy Japán háborúba bocsátkozott az Egyesült Államokkal és annak hadi potenciáljával anélkül, hogy megfogalmazta volna azt a pontos stratégiát, amivel ezt a konfliktust a kívánt eredménnyel vívhatta volna meg, és ezt a hiányosságot a következő évek során sem tudta revideálni.

### Politikai hatások

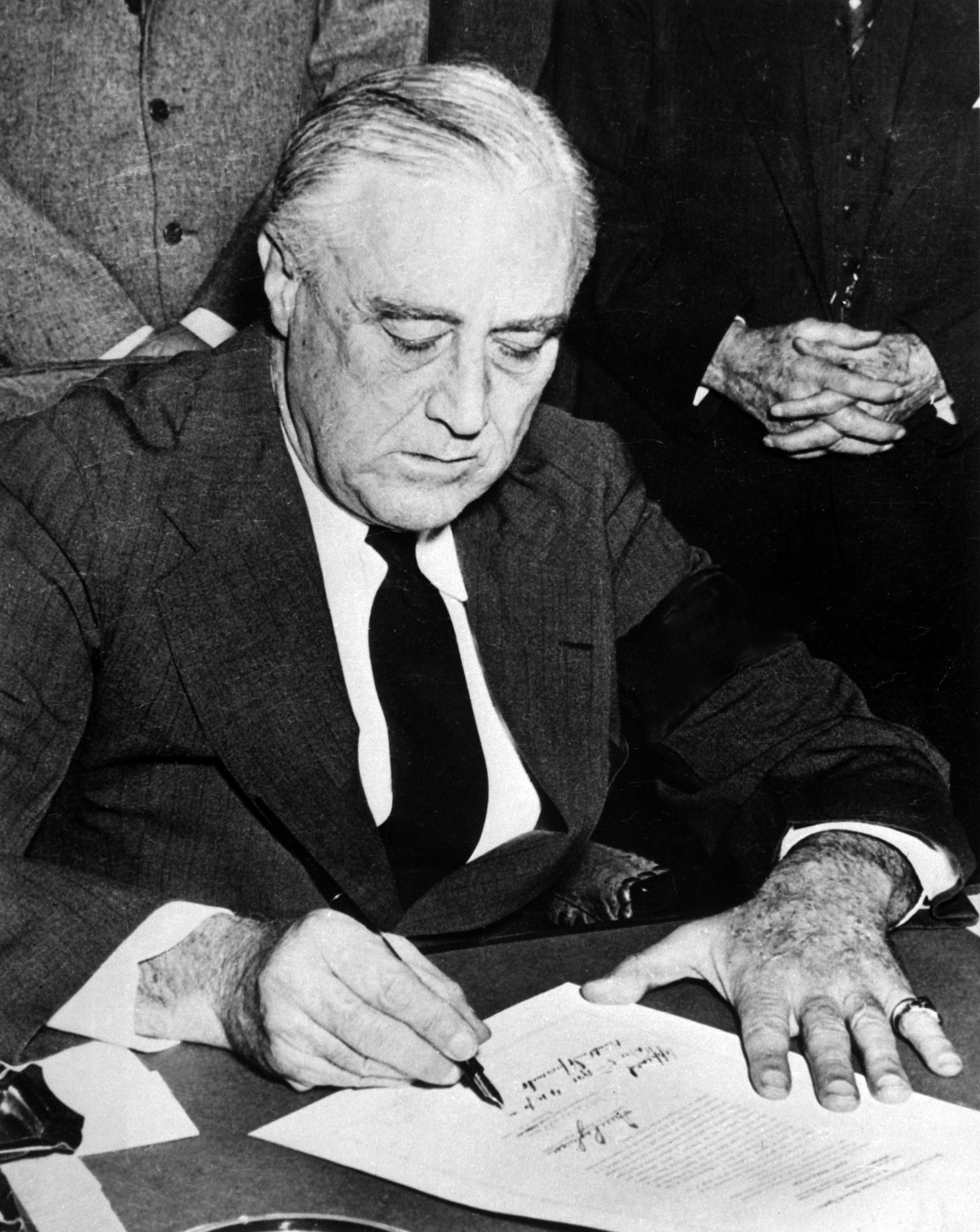
Franklin D. Roosevelt amerikai elnök december 8-án aláírja a Japánnak küldött hadüzenetet

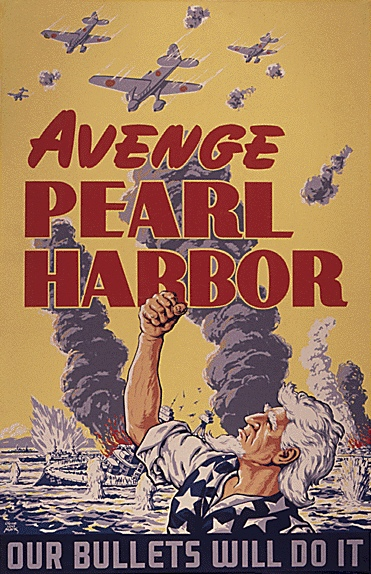
Amerikai propagandaplakát a „Bosszuljátok meg Pearl Harbort” szlogennel

A támadás legnagyobb hatása az amerikai közvéleményre volt: az izolacionalizmus és a pacifizmus egy csapásra elvesztették befolyásukat. December 8-án az Egyesült Államok hivatalosan hadat üzent Japánnak. Az eddig az izolacionalisták és az intervencionalisták ellentéte által megosztott kongresszus mindössze egyetlen ellenszavazattal szavazta meg a hadüzenet elküldését. Négy nappal később a japán támadás hírét meglepve fogadó Németország és Olaszország hadat üzent az Egyesült Államoknak, amivel immár hivatalosan is az európai háború résztvevője lett.
A meglepetésszerűen végrehajtott támadást az Egyesült Államokban alattomos lépésnek tekintették, mivel előzetes hadüzenet nélkül került rá sor, és a lakosságot teljesen váratlanul érte. (A december 7-ei, megkésetten átadott jegyzék sem tartalmazott konkrét hadüzenetet, csak a tárgyalások megszakítását közölte.) Azóta Pearl Harbor az amerikaiak számára a megsemmisítő, ki nem provokált és előre nem látott támadás szinonimája lett. 1941. december 7-ét gyakran a „becstelenség napjaként” (Day of Infamy) emlegetik   Roosevelt elnök beszéde után, amiben a támadást követő napon a kongresszus előtt a hadüzenet elküldése mellett érvelt. A Japán feletti bosszú iránti vágy ahhoz vezetett, hogy a toborzóhelyeken nagy számban jelentkeztek önkéntesek. A gyűlölet fellángolását a japán származású amerikaiak érezték elsőként a bőrükön, akik számos túlkapásnak lettek áldozataivá, és végül internálótáborokba kényszerítették őket. 1988-ban Ronald Reagan elnök kért bocsánatot a kormányzat nevében ezért a „rasszizmuson, előítéleteken és háborús hisztérián” alapuló viselkedésért.
A támadás körülményeinek kivizsgálására Roosevelt elnök egy vizsgálóbizottságot állított fel Owen Roberts, a legfelsőbb bíróság elnökének vezetésével. 1942. január 28-án a bizottság Kimmel tengernagyot és Short tábornokot jelölte meg a vereség fő felelőseiként. A haderejük hiányos harckészültsége okán a kötelességük elhanyagolásával vádolták őket. A vád szerint nem kezelték kellő komolysággal a figyelmeztetéseket, és különösen Short azon döntését kritizálták, hogy a repülőgépeket a repterek közepén helyeztette el, mivel így könnyű célponttá tette őket. Mindkét parancsnokot már 1941 decemberének közepén leváltották pozíciójából, ezzel automatikusan elveszítették a parancsnoksággal járó négycsillagos rangjukat, és kétcsillagosra fokozódtak le. Ezzel a karrierjük gyakorlatilag véget ért. A Roberts-bizottság által képviselt felfogás a kezdetektől ellentmondásos volt. Kimmelben és Shortban sokan bűnbakot láttak, akiket egy katonai bíróság bármikor felmentett volna. 1944-ben két bizottság is vizsgálta az esetet, az egyik a hadsereg által felállított bizottság (Army Pearl Harbor Board), a másik a haditengerészet által felállított bizottság (Navy Court of Inquiry) volt. (A Roberts-bizottság után 1946-ig összesen hét különböző bizottság foglalkozott Pearl Harborral.) A haditengerészet bizottsága ténylegesen megállapította, hogy Kimmel tengernagynak nem lehet mit felróni, mivel a flotta készültségi szintje a számára ismert helyzetnek megfelelő volt. Különösen nagy hangsúlyt fektettek arra, hogy a hajók légvédelme bevetésre kész volt, és a támadás kezdetekor azonnal tüzet nyitottak a lövegei, míg a hadsereg légvédelmi lövegeinek egy része órákon át várt a lőszerre. Short tábornokot ezzel szemben erős kritika érte, mivel nem látta előre egy támadás lehetőségét, és a háborús veszélyre felhívó figyelmeztetés kiadásakor Pearl Harbort nem kezelte lehetséges célpontként. A hadsereg által felállított bizottság úgy találta, hogy Short tábornok a kötelességének elhanyagolásával felelőssé tette magát, ugyanakkor kritikával illette a hadsereg vezetését, különösképpen Marshall tábornokot, mivel Washingtonban sem ismerték fel a Pearl Harbor elleni japán támadás lehetőségét, és a Hawaiion állomásozó hadsereg számukra is ismert alacsony készültségi szintjét nem korrigálták, holott számoltak egy Japánnal folytatott háborúval. Mindkét jelentést titokban tartották a háború ideje alatt, egyrészt azért, mert a kritizált tisztek közül többen magas pozíciókba jutottak, és a munkájukat nagyra becsülték, a leváltásuk ezért hátrányosan befolyásolta volna a háború megvívását. Másik részről a bizottságok jelentésében a feltört japán rádióüzenetek szerepének megítélése is felbukkant. Azt viszont nem lehetett nyilvánosságra hozni a háború alatt, hogy képesek a japán kódok feltörésére.
1999. május 25-én a szenátus szavazásán 52 a 47 ellenében határozatot fogadott el arról, hogy Kimmel tengernagy és Short tábornok minden korábbi vád alól felmentést nyer, és posztumusz visszakapják négycsillagos rangjukat, amit a második világháború minden más magas rangú amerikai tisztje (tengernagya és tábornoka) megkapott legalább a hadsereg állományából való kilépésekor.
Japánban a Pearl Harbor elleni támadás vegyes érzelmeket váltott ki. Jamamoto tengernagyot megdöbbentette, hogy a japán diplomáciai jegyzéket csak a támadás után nyújtották át. Véleménye szerint ez tovább rontotta Japán kezdetekkor is kedvezőtlen kilátásait a háború megnyerésére. A támadás utáni napot depresszióba esve töltötte, miközben a vezetése alatti törzs ünnepelt. Arra nincs bizonyíték, hogy a neki tulajdonított szavakat – „Attól tartok, mindössze annyit értünk el, hogy egy alvó óriást felébresztettünk, és borzasztó elszántsággal töltöttük el” – valaha is elmondta. A mondatot a Tora! Tora! Tora! című filmben az őt játszó színész szájába adták, de a Jamamoto környezetében lévők véleménye szerint jól tükrözte a támadás utáni hangulatát. A japán lakosság számára Pearl Harbor megtámadása éppolyan meglepő volt, mint az amerikaiak számára, és habár a japán kormányzat propagandája egy ideje igyekezett amerikaiellenes hangulatot kelteni, sok japán megdöbbent azon, hogy háborúba keveredtek az Egyesült Államokkal, egy olyan országgal, amire sokuk csodálattal tekintett. A japánok azonban a kormányzatuk azon magyarázatát láthatóan elfogadták, hogy a háború elkerülhetetlen volt, és ezt követően a kapitulációig támogatták a háborús politikát.

## Emlékezete és szimbolikus hatása
2016-ban a támadás 75. évfordulóján Barack Obama amerikai elnök Pearl Harborban fogadta Abe Sinzó japán miniszterelnököt. E találkozó egy újabb lépés volt a megbékélés irányába a két ország között Obama elnöknek az atomtámadások 70. évfordulója alkalmából Hirosimába és Nagaszakiba tett látogatása után.

## Összeesküvés-elméletek
A Pearl Harbornál elszenvedett amerikai veszteségekért való felelősség megállapítása kapcsán lefolytatott vizsgálatokkal egy időben megjelentek a mítoszok és összeesküvés-elméletek. Ezek mögött részben azok a körök álltak, akik a japánok tevékenységét megfigyelő titkosszolgálati felderítés mulasztásaiért, a támadás előtt kiadott figyelmeztetések kommunikációja terén elkövetett mulasztásokért és a Pearl Harbor védelmének hibáiért felelős személyeket fel akarták menteni. Maga Roosevelt elnök is a vádak középpontjába került, miután elterjedt az a gyanú, hogy az amerikai kormányzat szándékosan provokálta ki a támadást, vagy arról éppen tudott is, de Pearl Harbort erre nem figyelmeztette, hogy a japán támadással okot szolgáltasson a „tengelyhatalmak elleni háborúba” való belépésre. Az amerikai és a brit titkosszolgálatok Robert Stinnet könyve szerint már hetekkel a támadás előtt lehallgatták és dekódolták Tokió szigorúan titkos diplomáciai rádióforgalmát, az amerikai haditengerészet rádiófelderítése állítólag már korábban megfejtette a japánok döntő jelentőségű katonai kódját (5-Num-Code). Szerinte Nagumo flottája sem tartotta be teljes mértékben a megparancsolt rádiócsendet, így az amerikai rádiófelderítés is nyomon követhette annak mozgását. Az ilyen összeesküvés-elméletek állításait az akadémikusok nagy része visszautasítja. Ezek esetében gyakran hiányoznak a komolyan vehető bizonyítékok, és némelyikük ellentmond a logikának. Gerhard Krebs megállapítása szerint az amerikaiak a támadás előtt feltörték ugyan a japánok diplomáciai rejtjelkulcsát, de a japán haditengerészetét nem. A Pearl Harbor elleni támadásra tett előkészületek nem voltak ismertek a japán diplomaták előtt, és csak a haditengerészet rádióforgalmában esett róla szó, ehhez viszont az amerikaiaknak ekkor még nem volt hozzáférésük. Csak 1942 után sikerült feltörniük ezeket a rejtjelezéseket, de némely üzenetekét csak a háború után. Krebs szerint Stinnet ezen valótlan állításait már a könyvének 1999-es megjelenésekor kifogásolták a témában járatos amerikai szakértők.
Stinnet Nagumo flottájának részéről a rádiócsend megsértésére jórészt olyan példákat hoz bizonyítékul, melyekben szárazföldi állomások küldtek üzenetet a flottának. Krebs szerint azonban ezekből az üzenetekből nem lehetett megállapítani a támadó flotta helyzetét.
Az Egyesült Államok már pár héttel azután figyelmeztetést kapott, hogy a japán haditengerészeti minisztérium döntést hozott Hawaii haditervekbe való bevonásáról. 1941. január 27-én az amerikai nagykövet, Joseph C. Grew azt jelentette Japánból, hogy egy jól informált perui küldött arról beszélt neki, hogy a japán hadsereg meglepetésszerű támadást tervez végrehajtani Pearl Harbor ellen, amennyiben „összetűzésekre kerülne sor az USA és Japán között”, és ennek során a japánok minden rendelkezésükre álló eszközt bevetnének. 
Ezt a jelentést Washingtonban nem szavahihetőként sorolták be, ráadásul ekkor a viszony Japánnal még jó volt. Ezzel egy időben az Egyesült Államok is ellentmondásos jelentéseket kapott, ezért nehéz volt ennek az egynek a fontosságát felismerni. Az összeesküvés-elméletek hívei ez ellen úgy érvelnek, hogy ennek az egy jelentésnek a révén az amerikai vezetés a kezdetektől fogva informálva volt a háború esetén Pearl Harbor ellen indítandó japán támadás előkészületeiről.

## Fordítás
- Ez a szócikk részben vagy egészben  az   Angriff auf Pearl Harbor című német Wikipédia-szócikk ezen változatának fordításán alapul.  Az eredeti cikk szerkesztőit annak laptörténete sorolja fel. Ez a jelzés csupán a megfogalmazás eredetét és a szerzői jogokat jelzi, nem szolgál a cikkben szereplő információk forrásmegjelöléseként.

## Megfilmesítés
- Die Schlacht von Hawaii und in der Malaien-See (Hawai mare oki kaisen) (1942)
- Most és mindörökké (film, 1953)
- Banzai-Banzai, die Piloten des Teufels (Hawai Middowei daikaikûsen: Taiheiyô no arashi, angol cím: I Bombed Pearl Harbour) (1960)
- Tora! Tora! Tora! (1970)
- MacArthur (1977)
- The Final Countdown (fantasztikus film, 1980)
- Pearl Harbor (The Winds of War minisorozat egyik része, 1983)
- Pearl Harbor – Égi háború (2001)
- Angriff auf Pearl Harbor, (német dokumentumfilm, 2006)
- JAG – Becsületbeli ügyek – Pearl Harbor titka (2000)

## Lásd még
- A csendes-óceáni hadszíntér fő eseményei
- Doolittle-rajtaütés

## Linkek
- Roosevelt 1941. december 8-án mondott beszéde (angol)
- Pearl Harbor: Anhörungen. (angol)
- Pearl Harbor: Mythen, die sich um Pearl Harbor ranken. (angol)
- Pearl Harbor: Dokumente. (angol)
- Pearl Harbor Ship list. National Geographic. [2007. február 7-i dátummal az eredetiből archiválva]. (Hozzáférés: 2021. március 3.) Archiválva 2010. március 16-i dátummal a Wayback Machine-ben (angol)
- Fotos der US-Marine mit detaillierter Beschreibung. (angol)
- Pearl Harbor Historiography. (angol)